# Église fortifiée
Une église fortifiée est un « édifice cultuel pourvu d'organes de défense active caractéristiques, généralement parfaitement identifiables par référence à la typologie des appareils militaires ». Ces églises doivent avoir des fortifications indépendantes de celles d'une ville ou d'un château fort.
Pendant la période du Moyen Âge, les églises ont vu leur architecture adaptée aux désordres sociaux et politiques de l'époque. Certaines églises (notamment celles des territoires limitrophes) ont été fortifiées de sorte que la population locale puisse s'y protéger. Cette fortification se traduit principalement par l'adjonction de parapet crénelé mais le crénelage sur les édifices religieux a plus une fonction symbolique (manifestation de puissance ostentatoire du seigneur à travers une architecture religieuse qui procède du modèle de son château fort) que militaire, la population bénéficiant en fait de la protection par le droit d'asile dans les églises même non fortifiées. Cette fortification a en effet un rôle mineur en cas d'invasion et de guerre (l'armée qui ne respecte pas ce droit d'asile étant suffisamment équipée pour s'emparer rapidement de l'édifice), elle n'a une fonction dissuasive que contre les problèmes courants d'insécurité (bandes pillant et vivant de rapines, peu équipées pour un siège).

## Historique
Les premières églises fortifiées datent du IXe siècle quand en 869 Charles le Chauve  ordonne la construction d'un castellum à Saint-Denis et qu'en 883 l'abbaye Saint-Vaast d'Arras commence ses travaux de fortification.
Du Xe siècle nous est parvenue la mention en 919 de la construction de l'enceinte de Châteauneuf-les-Tours, en 920 du castellum de Saint-Martial-de-Limoges avec ses deux tours, en 923 des fortifications de Saint-Gery à Cambrai, Saint-Arnould à Reims, et en 933 de la fortification de l'église Saint-Hilaire le Grand de Poitiers. En 988 l'évêque Fortier fait enclore le monastère de Saint-Front, il en est de même pour l'abbaye de Saint-Victor dans le Midi et pour l'abbaye Saint-Père de Chartres. Elle est munie d'un clocher porche défensif comme Saint-Germain-des-Prés et beaucoup d'autres églises.
Des églises fortifiées ont été bâties (certaines non fortifiées furent alors aménagées) en France, et dans les pays germanophones.
On trouve généralement deux types de fortifications : complète ou uniquement sur une partie transformée en donjon, le chœur ou le portail (surmonté d'une « salle refuge »).

## Caractéristiques et points communs
À chaque passage de troupes, la population se réfugiait dans un fort, une ville fortifiée, une église. En fait, les paroisses éloignées des quelques routes carrossables se trouvaient pratiquement hors d'atteinte des armées en campagne car les chemins de campagne étaient impraticables pour l'artillerie lourde. Par contre, elles étaient continuellement en butte aux entreprises de pillages .
Si de nombreux exemples existent dans le Sud-Ouest (régions Midi-Pyrénées et Poitou-Charentes), c'est sans doute en Picardie, et plus précisément en Thiérache, que le terme « église fortifiée » prend toute sa spécificité. On notera qu'à la même époque, dans la même région-frontière, mais plus à l'ouest, dans l'Amiénois, les villageois se réfugiaient non en hauteur comme en Thiérache, mais sous terre, dans des souterrains-refuges (appelés localement « muches »), creusés à partir de l'église - comme à Domqueur - ou du moulin - comme à Naours.

## Églises fortifiées de Thiérache

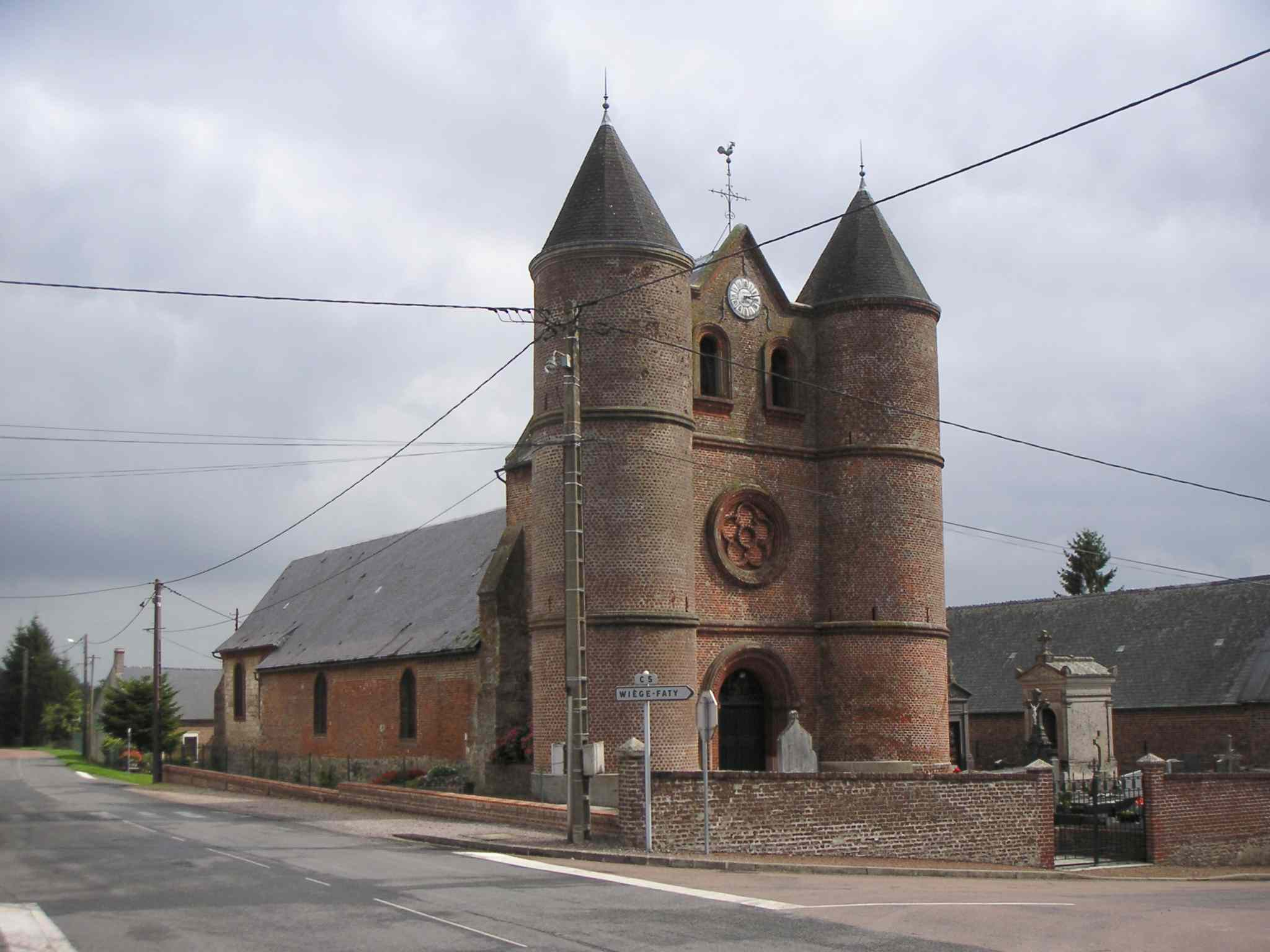
Monceau-sur-Oise.

En Thiérache, on dénombre environ 65 églises fortifiées dans une zone presque circulaire, pratiquement délimitée au nord par l'Oise et au sud par la Serre, ayant en schématisant Vervins pour centre. Ces édifices sont principalement implantés dans l'Aisne, mais aussi dans les Ardennes.

## Églises fortifiées de l’est de la France

### Ardennes hors de la Thiérache ardennaise

#### Liste alphabétique non exhaustive d’églises fortifiées des Ardennes hors de la Thiérache ardennaise
- Autruche
- Brieulles-sur-Bar
- Église de Cheveuges
- Église Saint-Léger à Monthermé
- Saint-Juvin
- Tannay
- Vendresse
- Église de Verpel

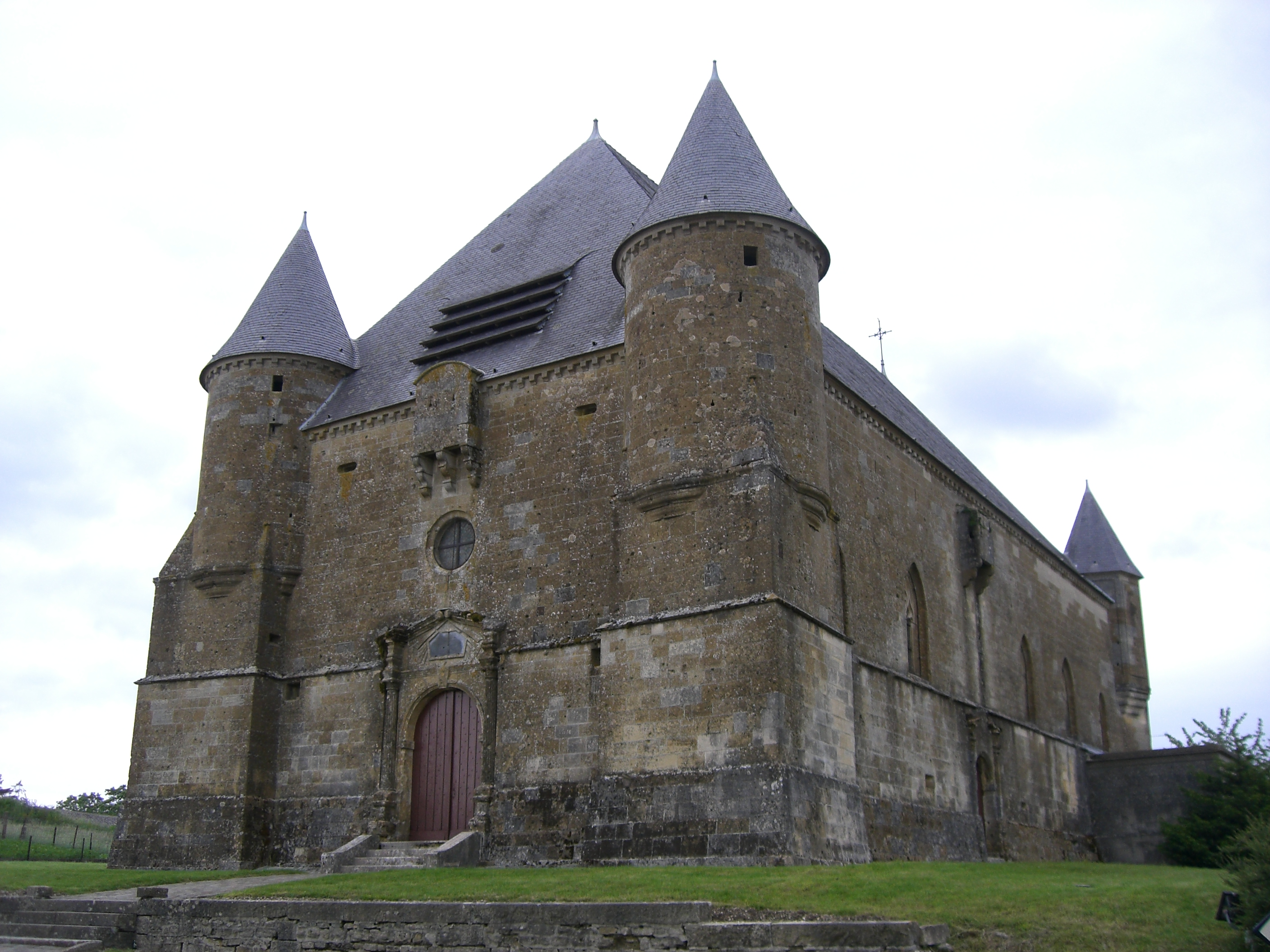
Saint-Juvin.

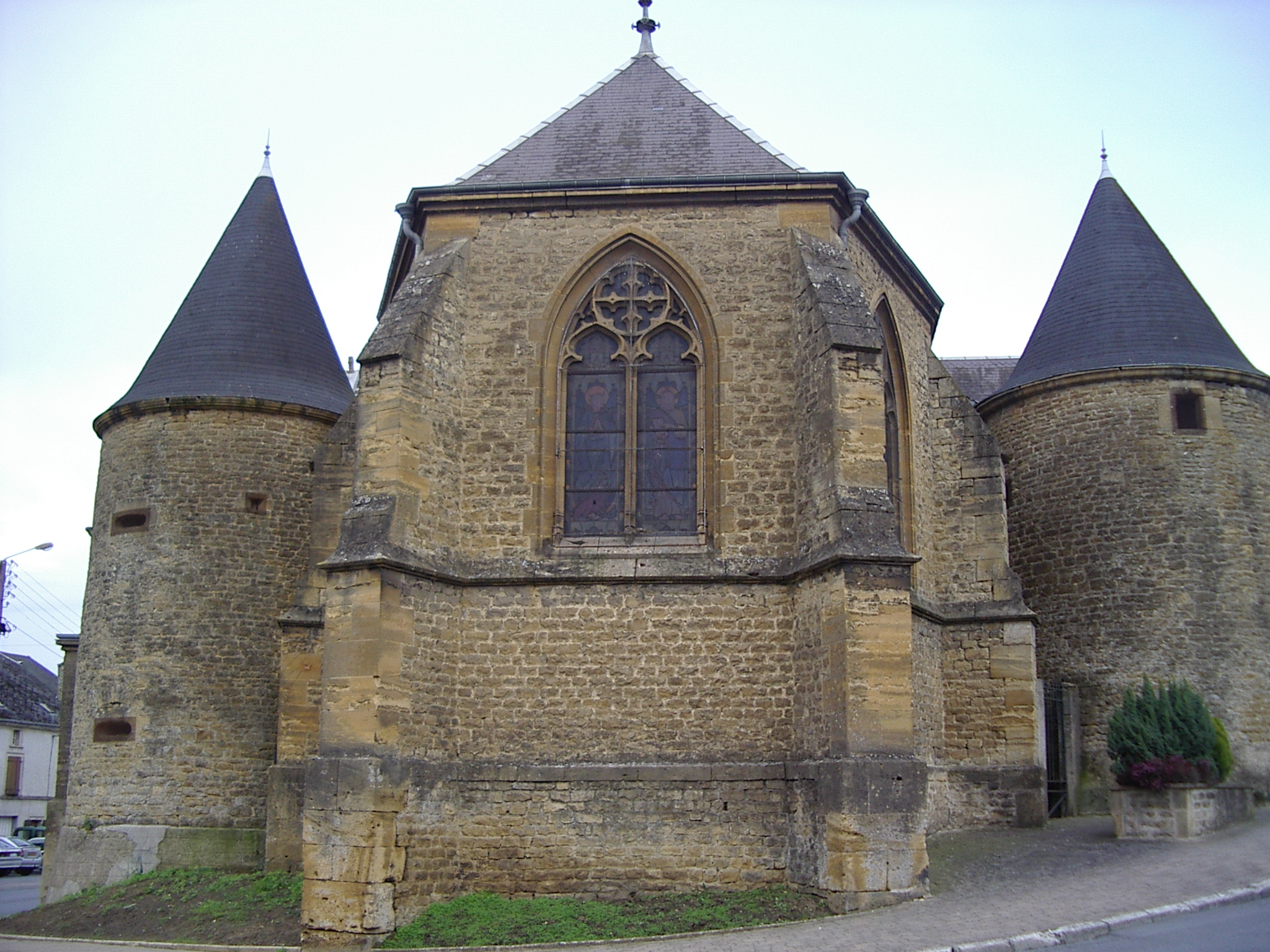
Vivier-au-Court.

- Église Saint Éloi des fonderies de Vivier-au-Court

### Églises fortifiées de Lorraine

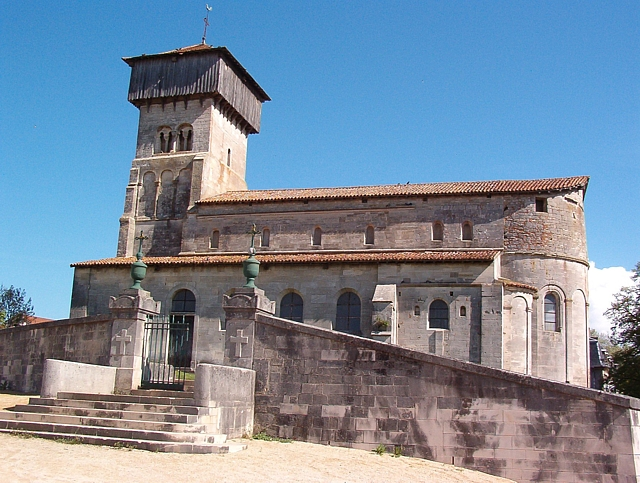
Église fortifiée de Dugny-sur-Meuse (désaffectée).

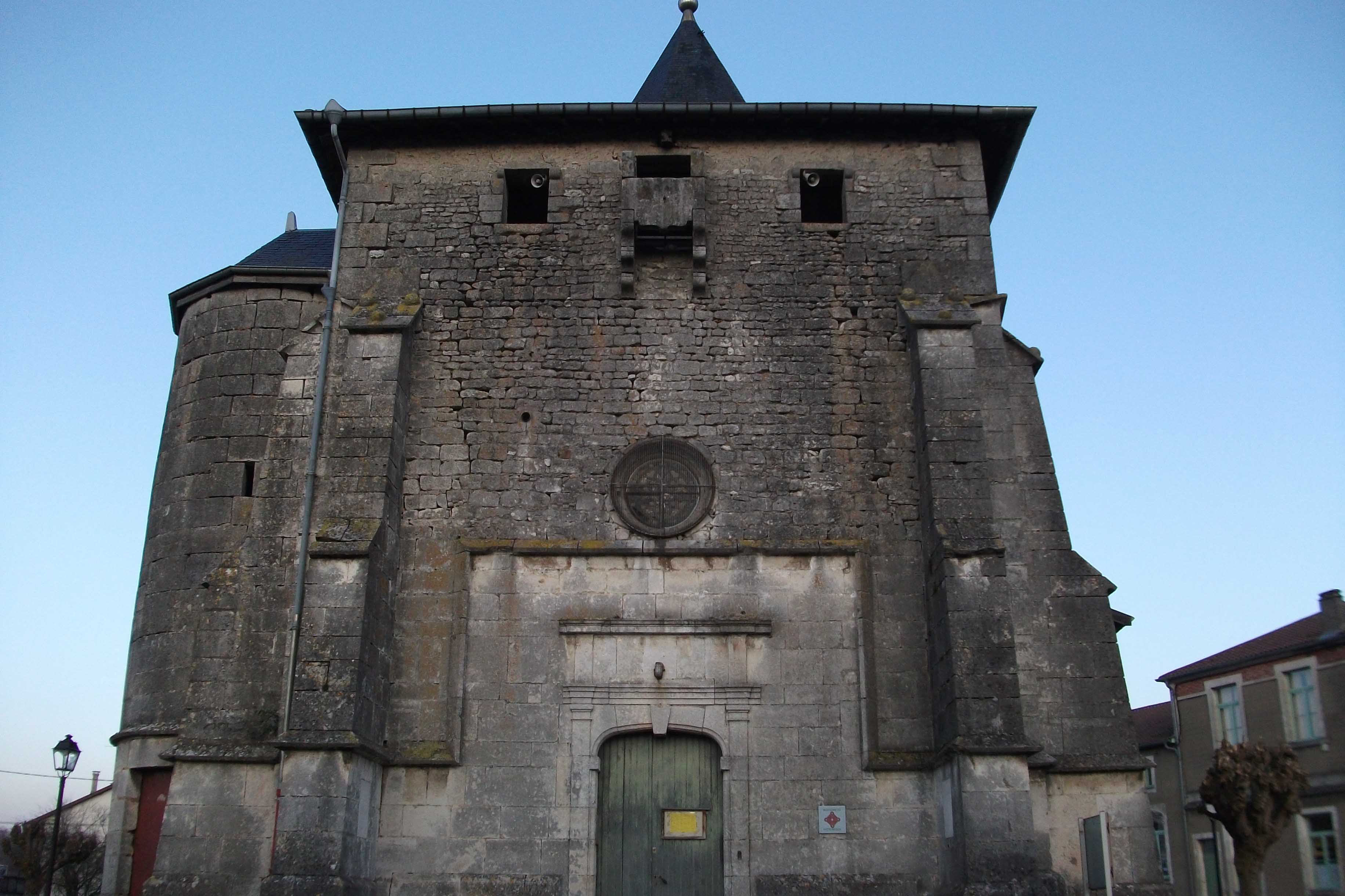
Église fortifiée de Tronville-en-Barrois.

Terres partagées entre comté de Luxembourg, duché de Lorraine (et duché de Bar) ainsi que les Trois-Évêchés, le territoire de la région Lorraine conserve de nombreuses églises fortifiées ou ayant été fortifiées.

#### Églises fortifiées de Meurthe-et-Moselle
La plupart des églises fortifiées de ce département se situent dans les environs de Toul, siège d'un ancien évêché indépendant et puissant, la vallée du Rupt de Mad avec les aîtres fortifiés aux frontières du duché de Lorraine et de l'évêché de Metz, et quelques-unes dans le Saintois (environs de Vézelise), ou encore dans le Pays-Haut, aux confins du duché de Lorraine et du comté de Luxembourg.
Secteur du Toulois :
- L'église Saint-Pierre et Saint-Paul d'Allamps.
- L'église Saint-Jean-Baptiste de Barisey-la-Côte.
- L'église Saint-Médard de Blénod-lès-Toul, est tout à fait unique dans son édification puisqu'il s'agit d'une église de styles gothique flamboyant et Renaissance construite au sein d'une ancienne forteresse médiévale.
- Église de Boucq, dont le clocher fortifié (XIIIe siècle) pouvait communiquer avec la maison-forte à Boucq.
- Ancienne église romane de Bruley.
- Église Saint-Maurice de Domgermain dont le clocher fortifié date du XIIIe siècle.

Secteur du Saintois :
- église Saint-Rémy de Bagneux.
- église de la Conversion de Saint-Paul à Forcelles-Saint-Gorgon.
- église Saint-Epvre de Goviller.

Aîtres fortifiés de la vallée du Mad :
La tour-clocher de l'église sert de guet et de protection et les édifices attenants participent de la formation d'un petit centre fortifié pour protéger les villages :
- Arnaville ;
- Bayonville ;
- Onville ;
- Vandelainville ;
- Église Saint-Hubert de Waville, fortifiée juste avant la guerre de Trente Ans.

Pays-Haut :
- église Saint-Martin de Bazailles clocher fortifié du (XIIe siècle).
- église Saint-Rémy de Mercy-le-Bas, chœur avec salle fortifiée.

#### Églises fortifiées de la Meuse

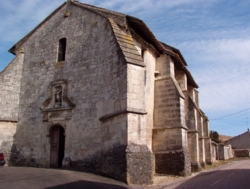
Église de Sepvigny.

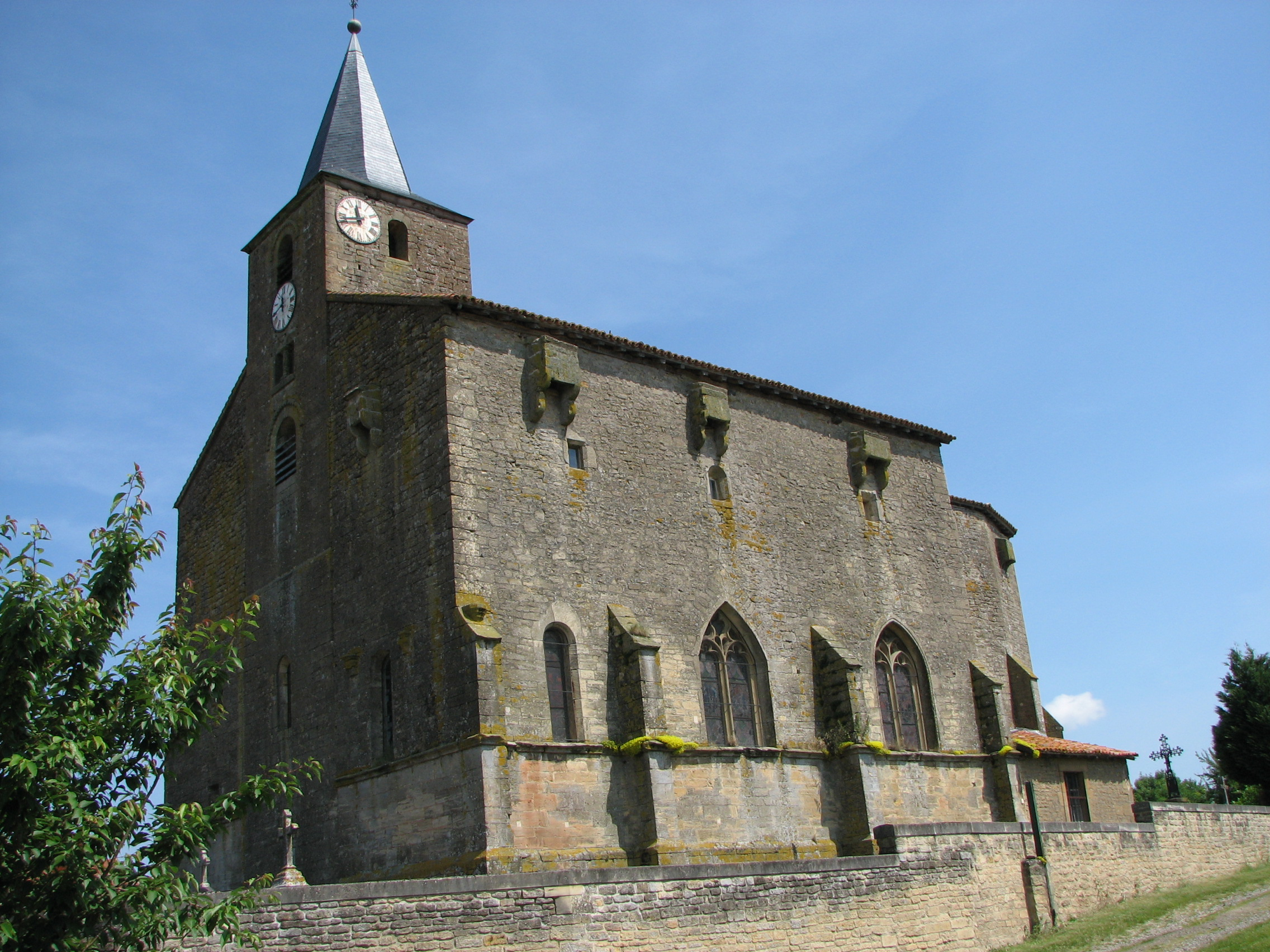
Église de Saint-Pierrevillers.

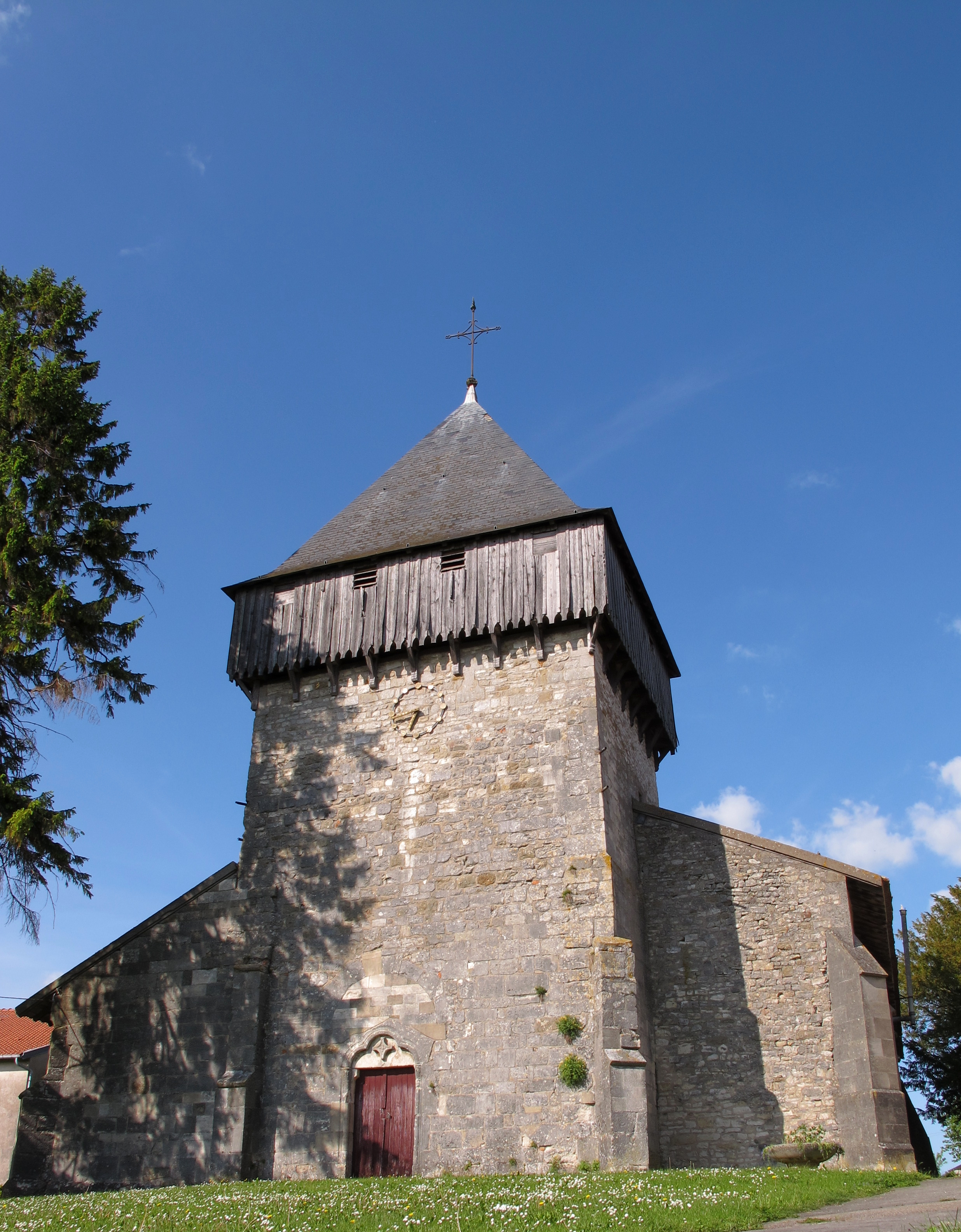
Église de Woël.

Le morcellement complexe des terres ancestrales entre duché de Bar, duché de Lorraine, évêché de Verdun..., fait que l'actuel territoire de la Meuse comporte de nombreuses églises fortifiées, c'est certainement le département lorrain le plus riche (65 églises fortifiées sont recensées par le service départemental de l'architecture et du patrimoine de la Meuse) :
- Église d'Aulnois-sous-Vertuzey
- Église de la Nativité de la Sainte-Vierge de Belrain datée du XVIe – XVIIe siècle
- Église Saint-Florentin de Bonnet
- Église Saint-Léger de Burey-la-Côte
- Église Saint-Brice de Champougny
- Église de Chauvency-Saint-Hubert
- Église Saint-Pierre et Saint-Paul de Creuë
- Église Notre-Dame de Dun-sur-Meuse
- Église Saint-Didier à Érize-Saint-Dizier
- Collégiale Saint-Maur d'Hattonchâtel
- Église Saint-Martin de Malaumont
- Église Saint-Rémi de Pareid
- Église Saint-Rémi de Resson
- Église de Ribeaucourt
- Église Saint-Rémy de Saint-Pierrevillers construite au XIIe siècle
- Église  Saint-Christophe de Saulx-en-Barrois
- Église Saint-Pierre-ès-Liens de Senonville
- Église Saint-Epvre de Sepvigny
- Église de l'Immaculée Conception à Tronville-en-Barrois
- Église Saint-Laurent de Troussey
- Église Saint-Gorgon de Vertuzey
- Église Saint-Georges de Ville-devant-Belrain
- Église Saint-Gorgon de Woël

#### Églises fortifiées de la Moselle

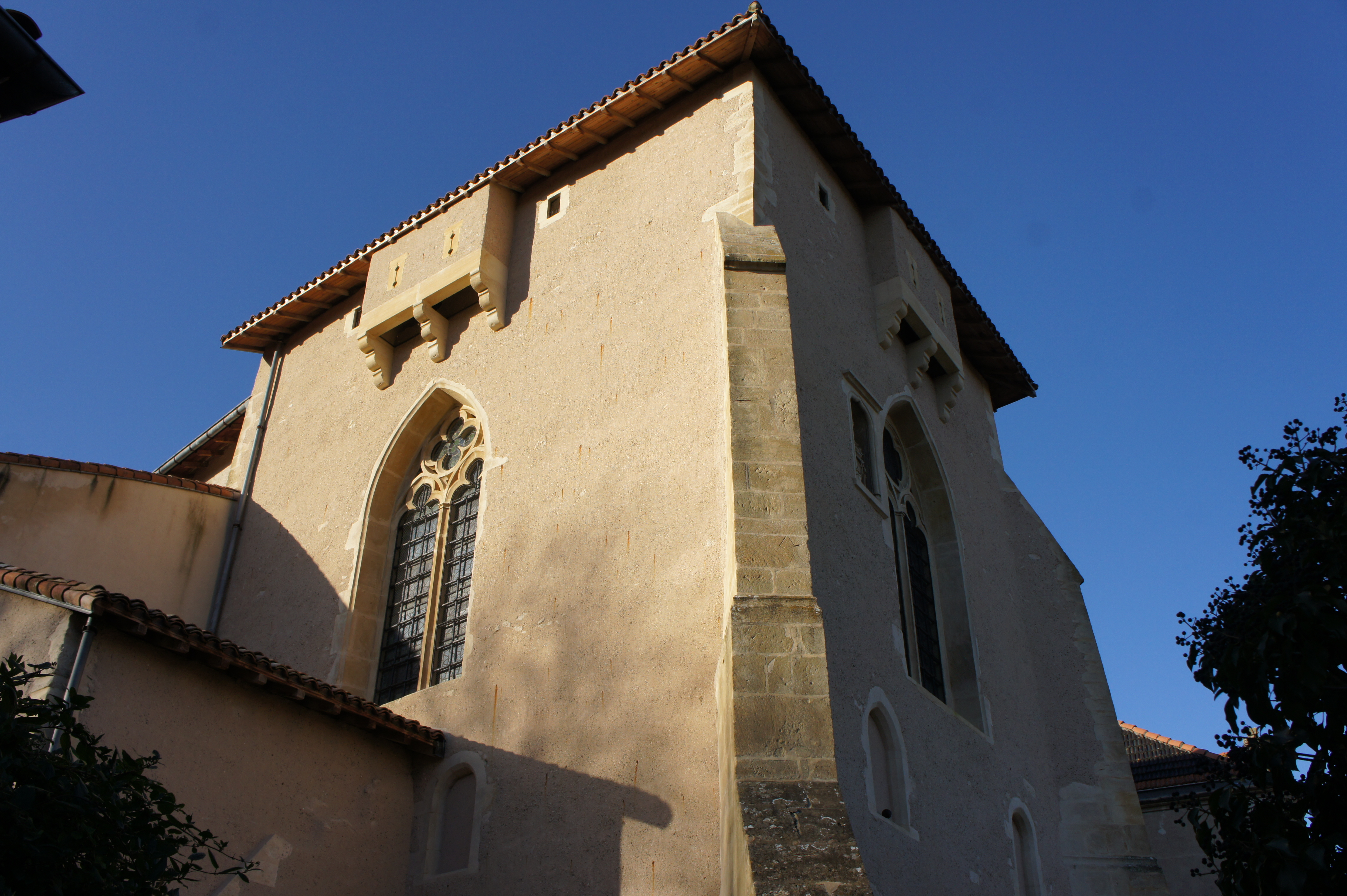
Église fortifiée Saint-Pierre de Norroy-le-Veneur.

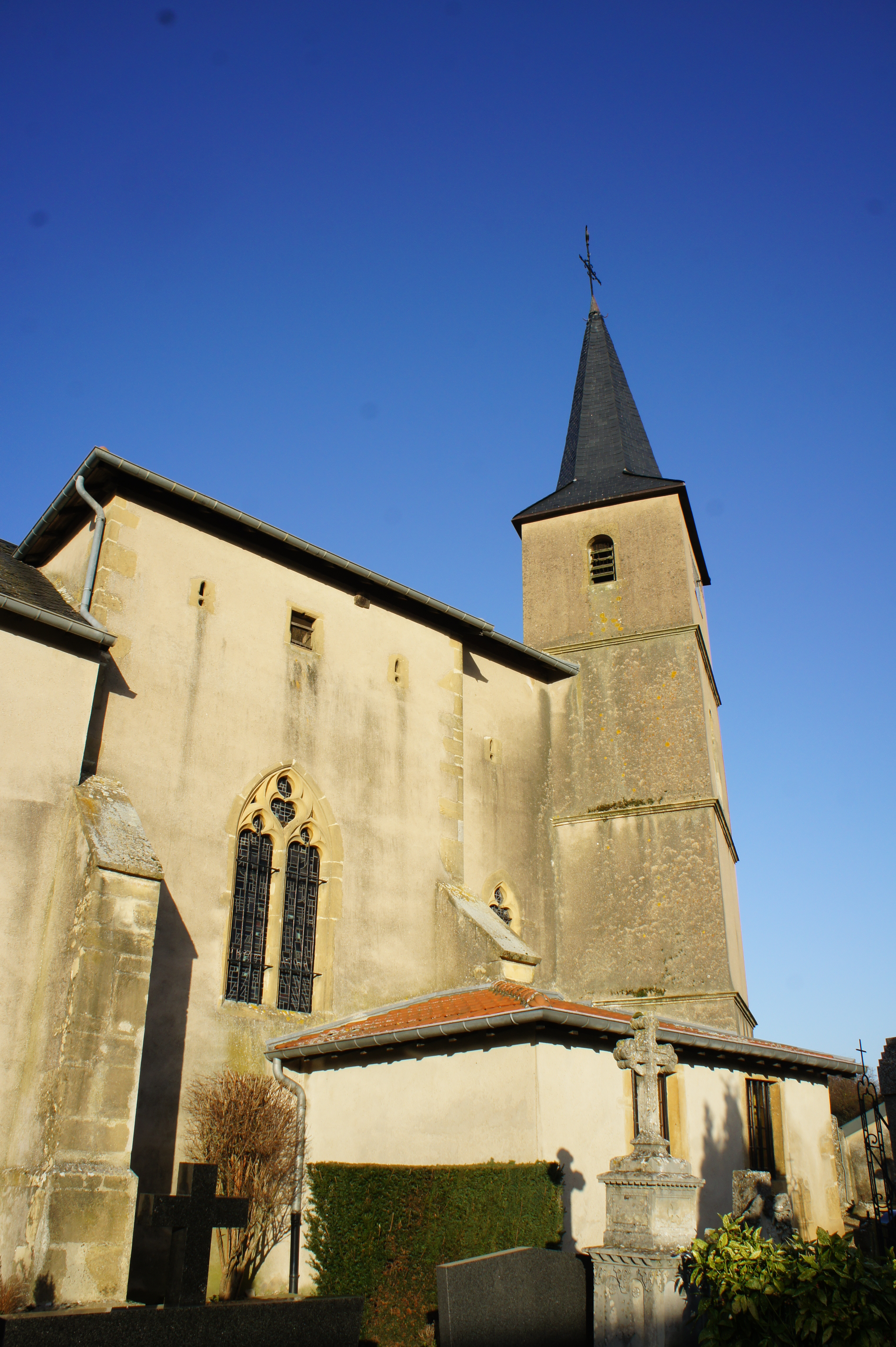
Église fortifiée Saint-Brice de Saulny.

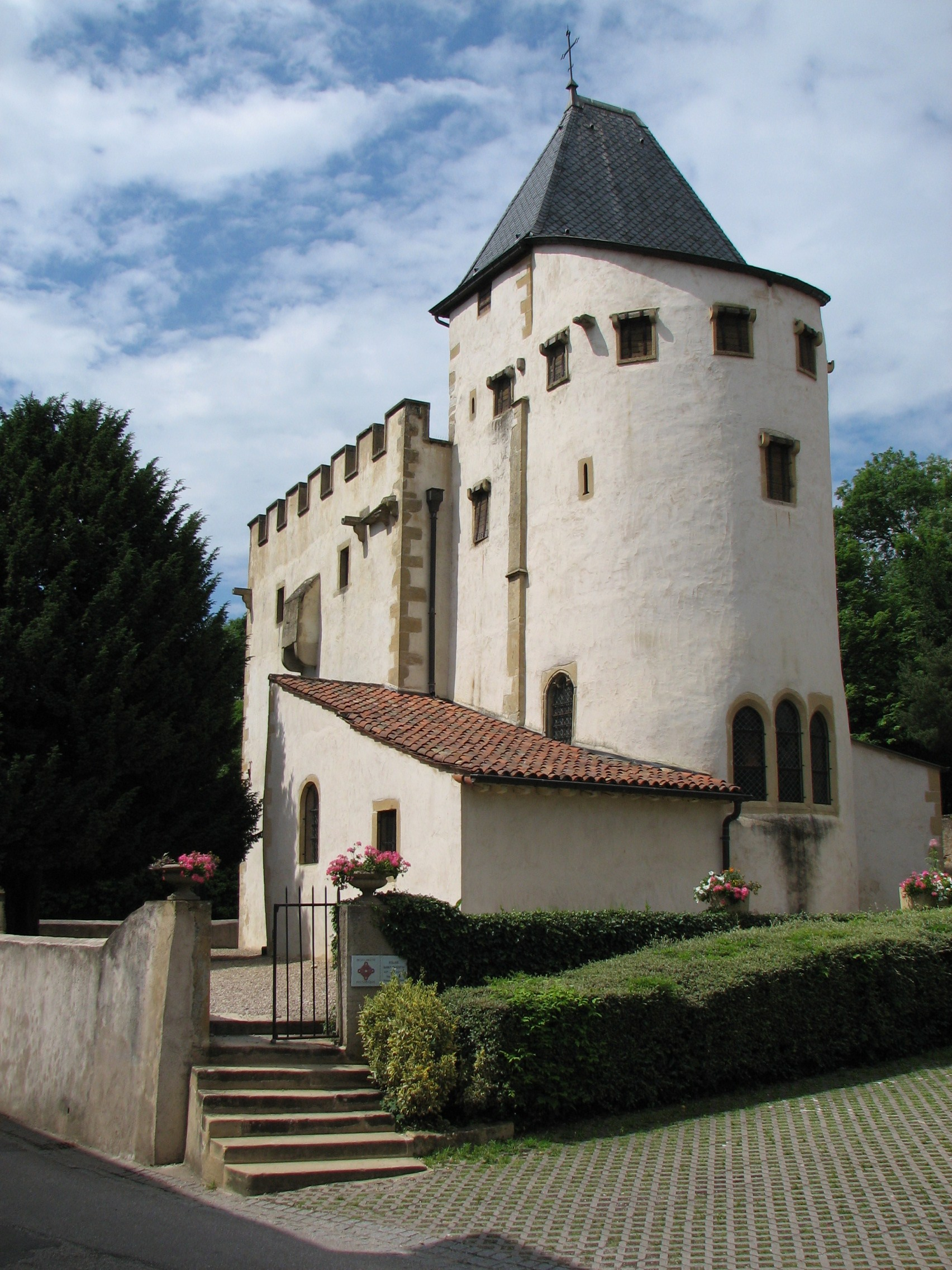
Église fortifiée Saint-Quentin de Scy-Chazelles.

La Moselle comporte de nombreuses églises fortifiées ou ayant été autrefois fortifiées. Elles servaient de refuge aux habitants mais aussi aux seigneurs temporels et religieux de la région comme fortifications le long de leurs frontières.
Le Pays messin à lui seul comporte 31 églises de ce type :
- Ancy-sur-Moselle
- Ars-sur-Moselle
- Arry : église Saint-Arnould
- Ay-sur-Moselle
- Sainte-Barbe
- Cheminot
- Ernestviller - Annexe de Heckenransbach
- Cuvry
- Failly
- Saint-Julien-lès-Metz
- Jussy
- Pierrevillers
- Magny
- Mey : église Saint-Pierre, romane et classique.
- Maizières-lès-Metz
- Malroy
- Marange-Silvange
- Marieulles : église Saint-Martin
- Mondelange
- Lessy : église Saint-Gorgon
- Lorry-lès-Metz : église Saint-Clément
- Lorry-Mardigny : église de la Sainte-Croix
- Norroy-le-Veneur : église Saint Pierre
- Novéant-sur-Moselle
- Plappeville : église Sainte-Brigide
- Rombas
- Rezonville
- Saulny
- Scy-Chazelles : église Saint-Quentin
- Semécourt
- Sillegny : église Saint-Martin, "la petit Sixtine lorraine"
- Vallières-lès-Metz
- Vaux

#### Églises fortifiées des Vosges

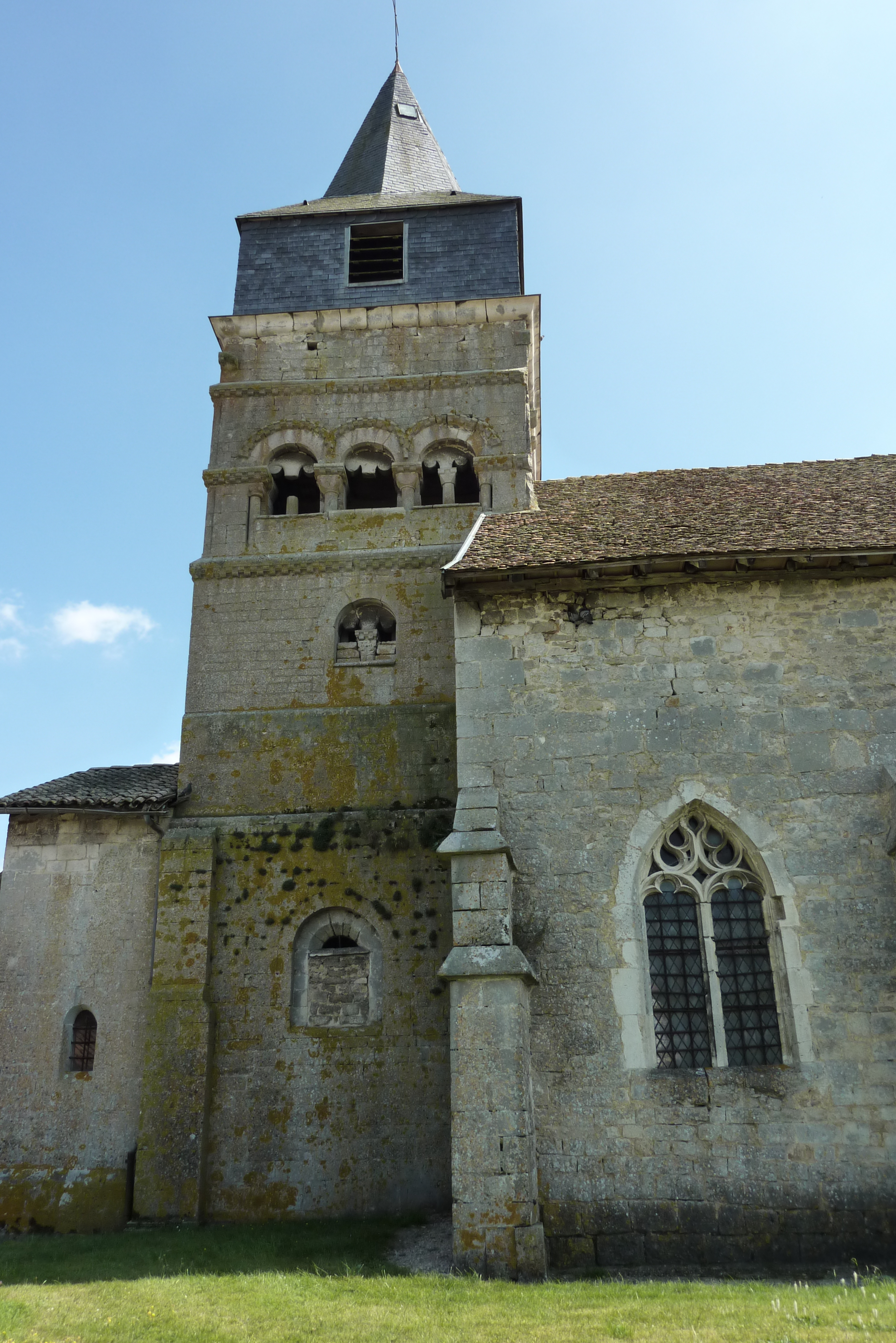
Église d'Autreville (Vosges).

La plupart des églises fortifiées du département se situent entre la vallée de la Meuse (Pays de Neufchâteau), et Châtenois. Elles se distinguent par une salle fortifiée au-dessus du chœur.
- Champougny
- Vicherey
- église Saint-Élophe à Saint-Élophe

Dans le Xaintois :
- Église Saint-Brice d'Autreville

## Églises fortifiées de l’ouest de la France

### En région Bretagne

#### Églises fortifiées des Côtes-d'Armor
- Cathédrale Saint-Étienne de Saint-Brieuc
- Collégiale Notre-Dame-de-Grande-Puissance de Lamballe

### En région Centre- Val de Loire

#### Églises fortifiées de l'Indre
- Église de Lourdoueix-Saint-Michel

#### Églises fortifiées d'Indre-et-Loire
- Collégiale Saint-Martin de Candes

### En région Normandie

#### Églises fortifiées de la Manche
- Église Saint-Germain de Barneville
- Église Saint-Symphorien de Domfront
- Abbaye du Mont-Saint-Michel
- Église Notre-Dame de Portbail
- Église Saint-Germain de Saint-Germain-sur-Ay
- Église Notre-Dame de Surville.

### En région Pays de la Loire

#### Églises fortifiées de la Vendée
- Église Saint-Pierre, Cheffois

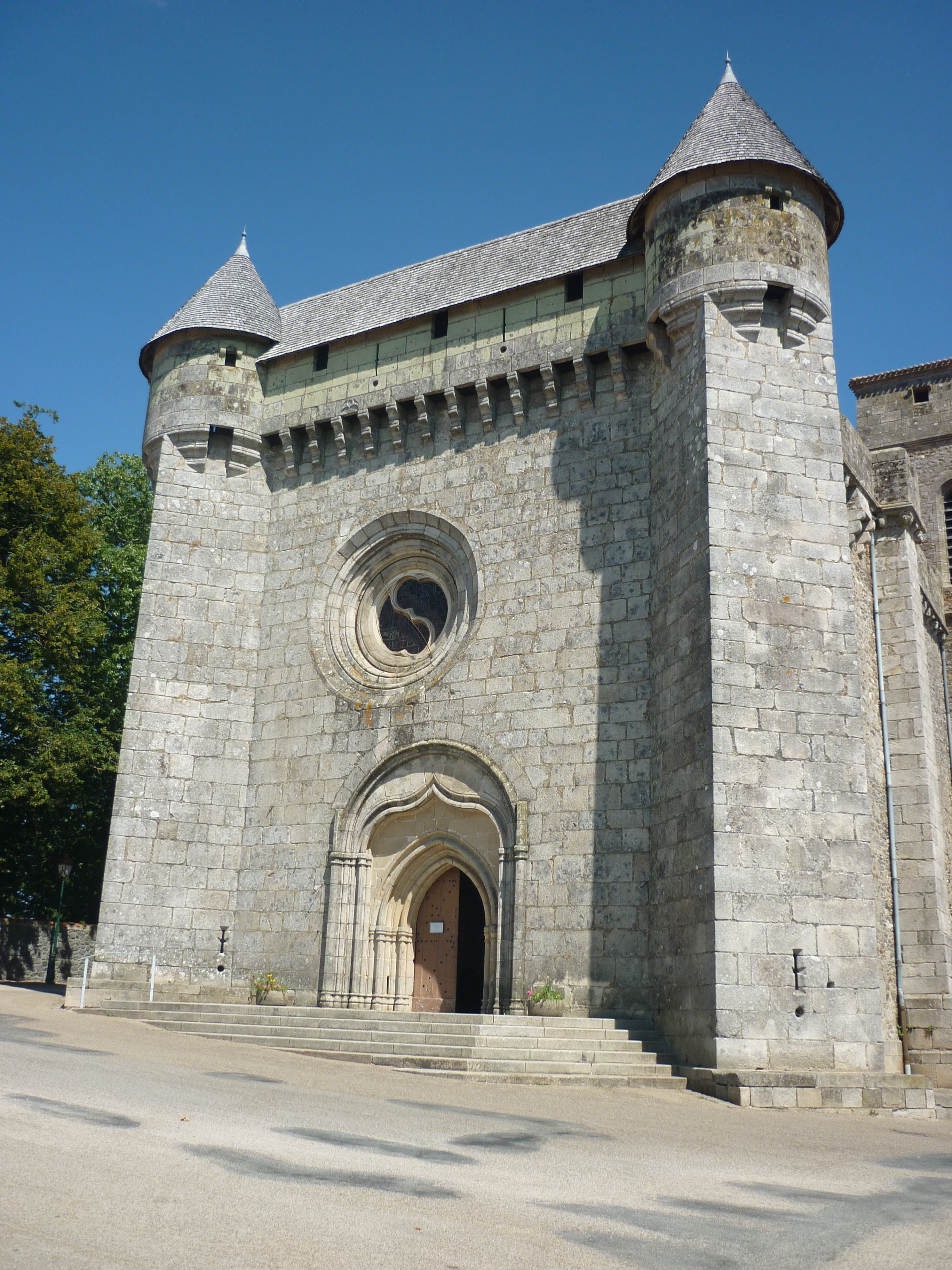
Église Saint-Pierre du Boupère

- Église fortifiée Saint-Pierre, Le Boupère
- Église fortifiée Saint-Nicolas, La Chaize-le-Vicomte

#### Églises fortifiées de la Sarthe

##### Perche sarthois
- Église Saint-Aubin de Saint-Aubin-des-Coudrais, Saint-Aubin-des-Coudrais
- Église Saint-Georges, Saint-Georges-du-Rosay

## Églises fortifiées du sud de la France

### En région Auvergne-Rhône-Alpes

#### Églises fortifiées de l'Allier
- Église Saint-Gervais-et-Saint-Protais du Montet.

#### Églises fortifiées de l'Ardèche
- Chassiers,
- Largentière,
- Quintenas,
- Saint-Jean-le-Centenier,
- Viviers.

#### Églises fortifiées du Cantal
- Église Saint-Pierre de Bredons
- Église Saint-Sigismond de Saint-Simon.

#### Églises fortifiées de Savoie
- Basilique Saint-Martin d'Aime.

### En région Nouvelle-Aquitaine

#### Églises fortifiées de la Charente
- abbaye Saint-Étienne de Bassac,

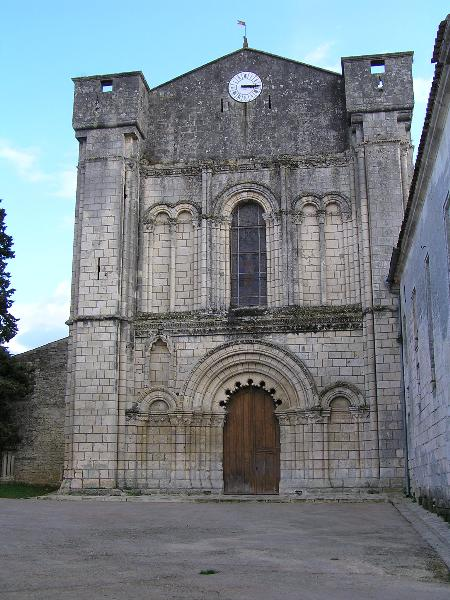
Abbaye de Bassac.

- église Saint-Vivien de Charras, ancien prieuré bénédictin,
- église Saint-Vivien de Cherves-Richemont romane a été rehaussée d'un chemin de ronde muni d’archères,
- église Saint-Léger à Cognac, munie secondairement d'un chemin de ronde,
- prieuré Saint-Maurice d’Échallat,
- prieuré Notre-Dame de Lanville à Marcillac-Lanville,
- prieuré Saint-Pierre de Reignac,
- église Sainte-Madeleine de Touvre,
- église Saint-Christophe de Vindelle.

#### Églises fortifiées de la Charente-Maritime
En Saintonge, c’est durant la guerre de Cent Ans qu’ont été construites ou fortifiées de nombreuses églises romanes, à l'époque où le fleuve Charente servait de frontière.

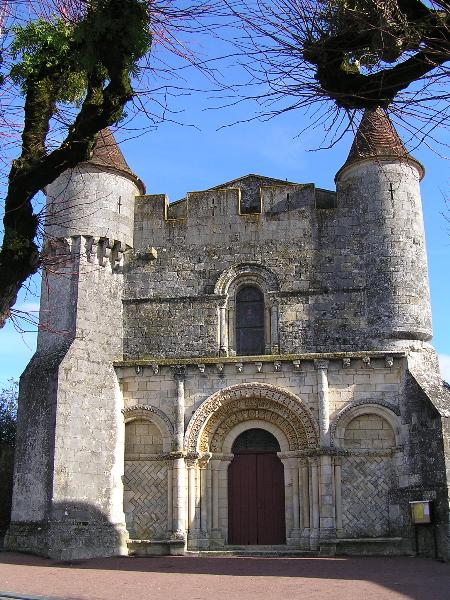
Façade de l'église d'Écoyeux

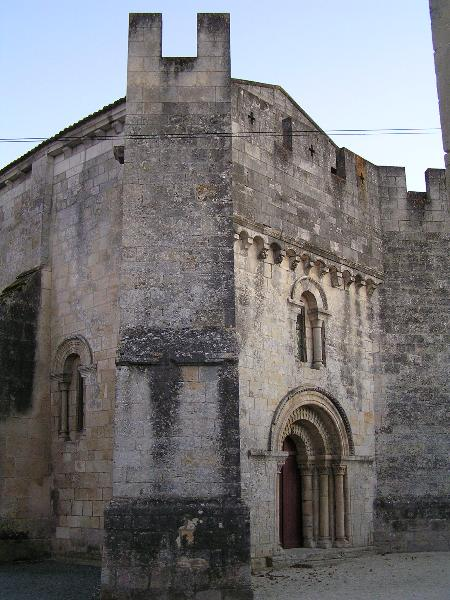
L’église d'Authon

- église Saint-Pierre d'Angoulins, citée en 1002, reconstruite  et fortifiée à la fin du XVe siècle ,
- Église Notre-Dame d'Authon-Ébéon,
- commanderie de Beauvais-sur-Matha,
- Église Saint-Eutrope de Biron,
- église Saint-Pierre de Brie-sous-Matha, ancienne commanderie templière,
- église Saint-Pierre de Chaniers
- église de Cherbonnières, a été rehaussée d’un chemin de ronde muni d’archères,
- église Saint-Bernard de Contré
- église Saint-Nazaire de Corme-Royal, ancienne église abbatiale du prieuré bénédictin,
- église Saint-Vivien d'Écoyeux,
- église Saint-Martin d'Esnandes,
- Église Saint-Martial de Gourvillette,
- église Saint-Pierre de Lozay,
- église Saint-Pierre de Marsilly,
- église Saint-Martin de Meux,
- église Saint-Philbert de Nieul-sur-Mer,
- église Saint-Michel d'Ozillac,
- église Saint-Pierre de Pérignac,
- prieuré de Pont-l'Abbé-d'Arnoult,
- église de Port-d'Envaux,
- église Saint-Martin de Saint-Martin-de-Ré,
- Église Saint-Sylvain de Saint-Sauvant,
- église de Saint-Séverin-sur-Boutonne,
- église Notre-Dame-de-l'Assomption de Sainte-Marie-de-Ré,
- église Notre-Dame-de-l'Assomption de Thairé,
- Église Saint-Victurnien de Villars-les-Bois.

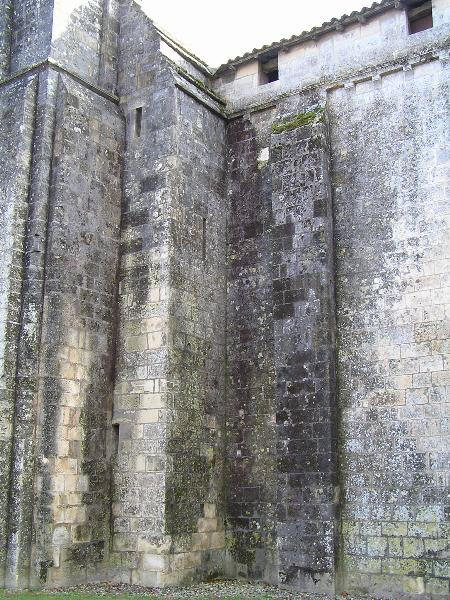
Saint-Vivien de Cherves-Richemont
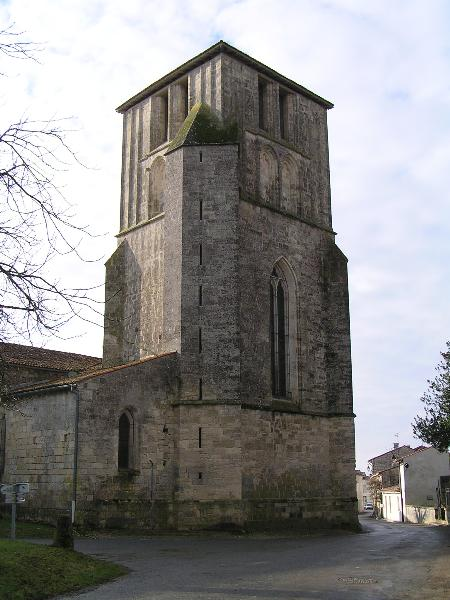
Notre-Dame de Beauvais-sur-Matha
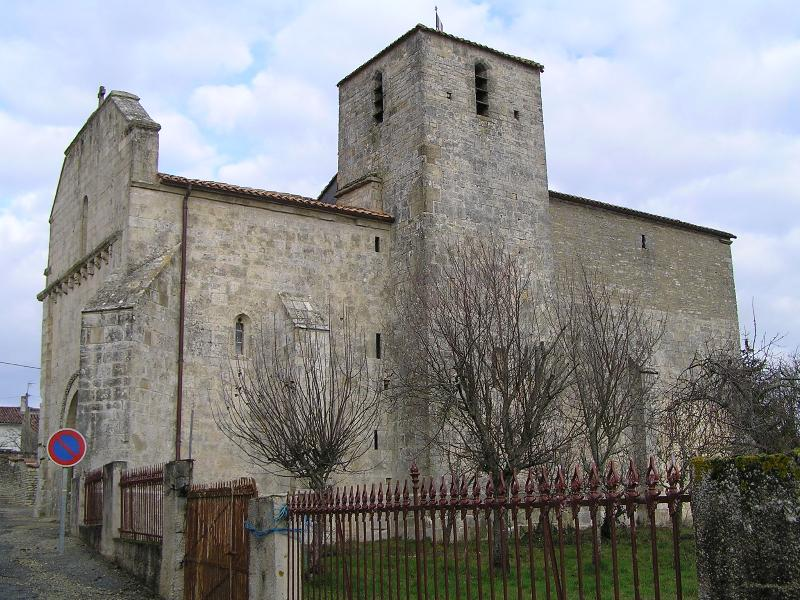
L'église de Gourvillette
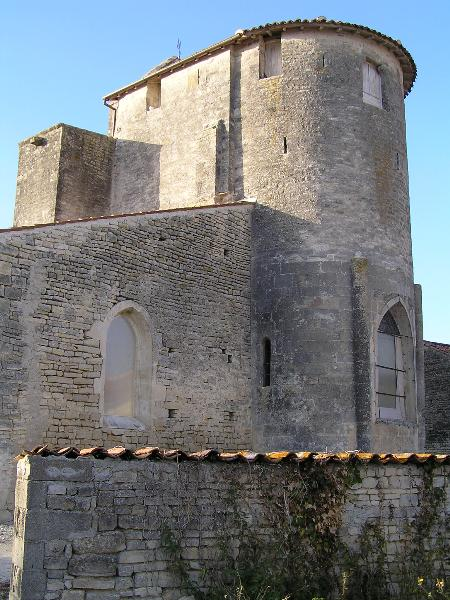
L’église de Brie-sous-Matha

#### Églises fortifiées de la Corrèze
- Allassac : église de la Décollation-de-Saint-Jean-Baptiste,
- Saint-Angel : prieuré Saint-Michel-des-Anges,
- Voutezac : église Saint-Christophe.

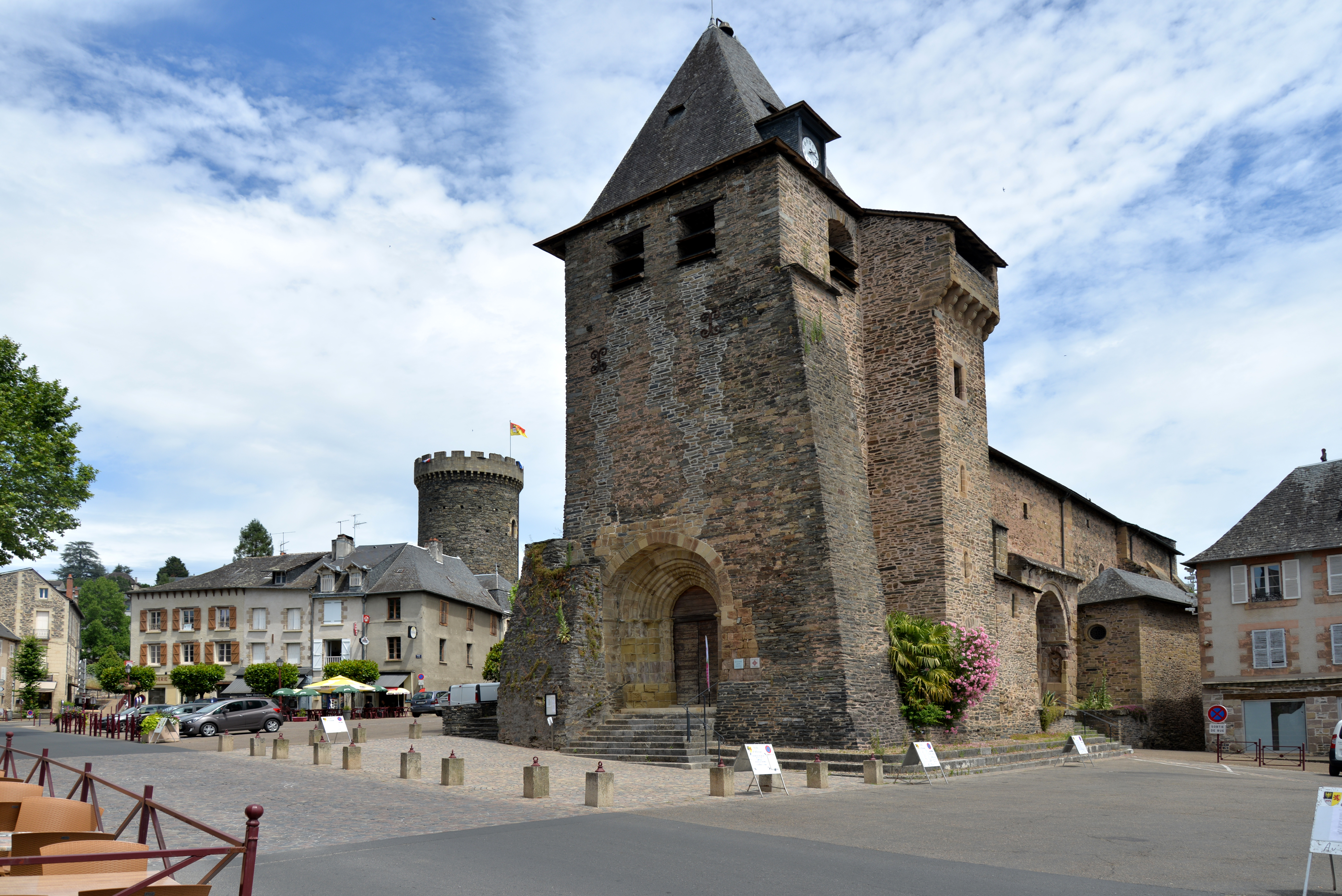
L'église Saint-Jean-Baptiste d'Allassac.
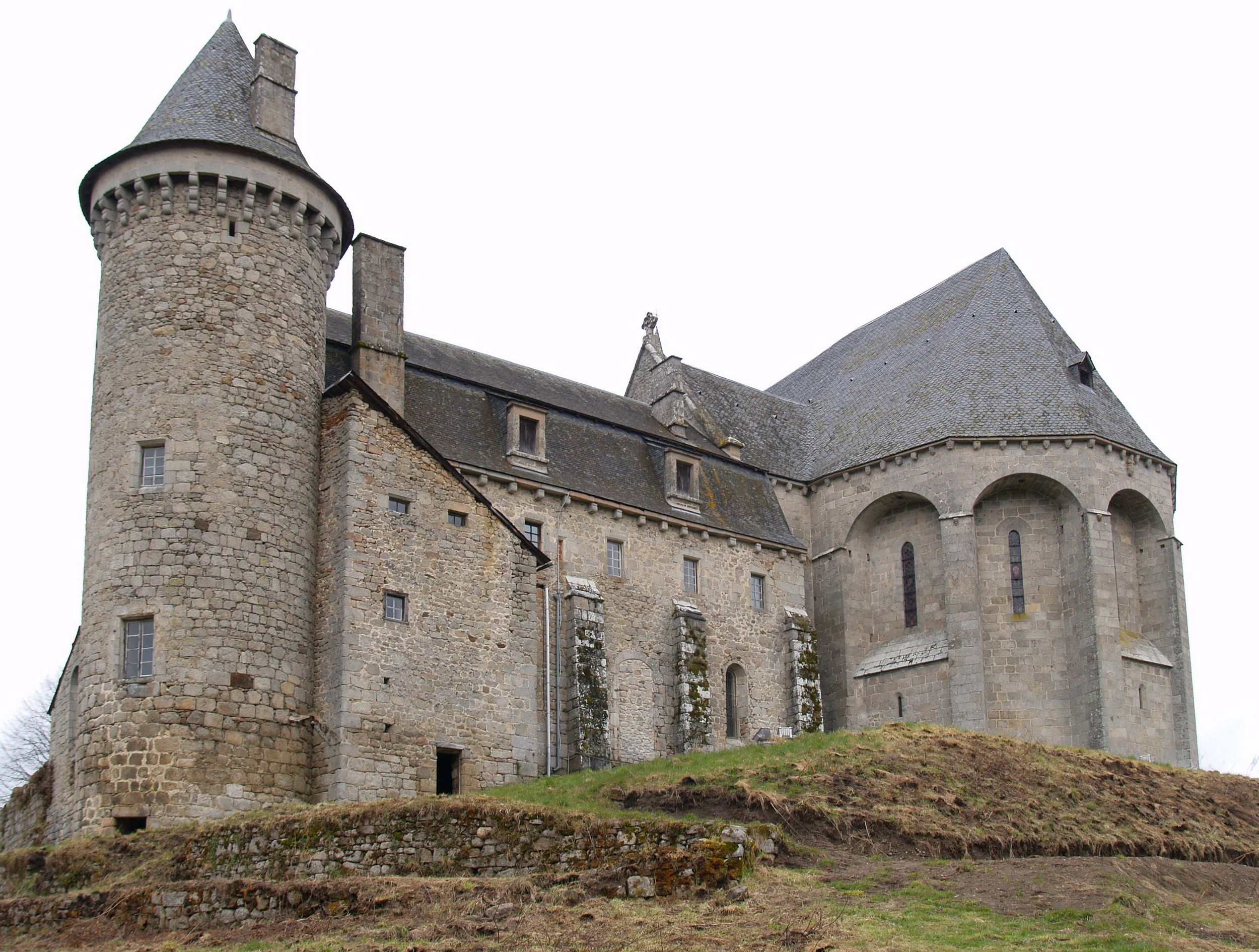
L’église fortifiée du prieuré Saint-Michel-des-Anges de Saint-Angel.
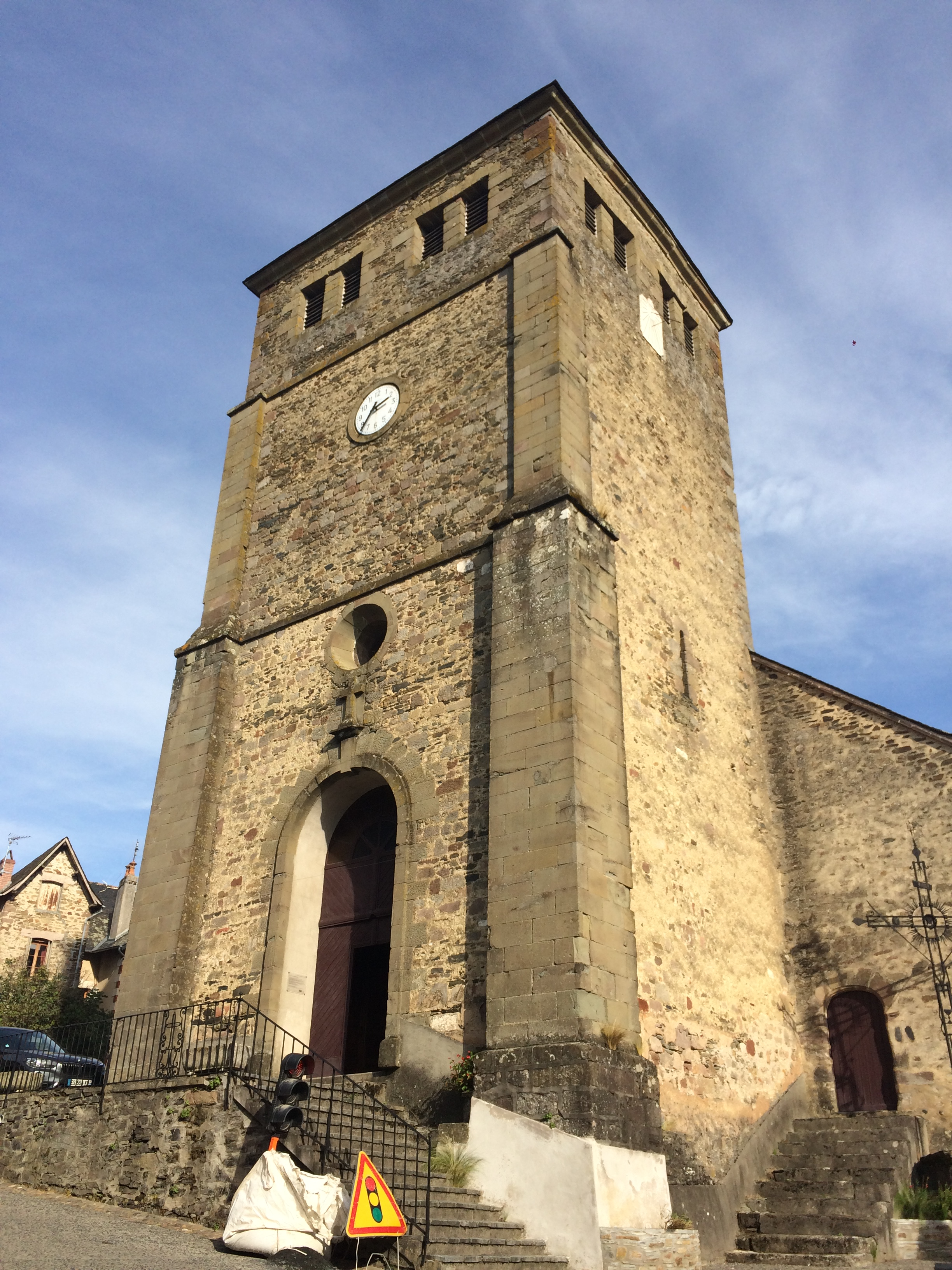
L'église Saint-Christophe de Voutezac.

#### Églises fortifiées de la Creuse
- Bonnat : église Saint-Sylvain,
- Champagnat,
- Champsanglard : église Saint-Martin-de-Tours-Saint-Blaise,
- Glénic : église de la Nativité-de-la-Vierge,
- Noth : église Saint-Pierre-et-Saint-Paul,
- Saint-Hilaire-la-Plaine : église Saint-Hilaire,
- Saint-Hilaire-le-Château : église Saint-Hilaire-et-Saint-Gervais.

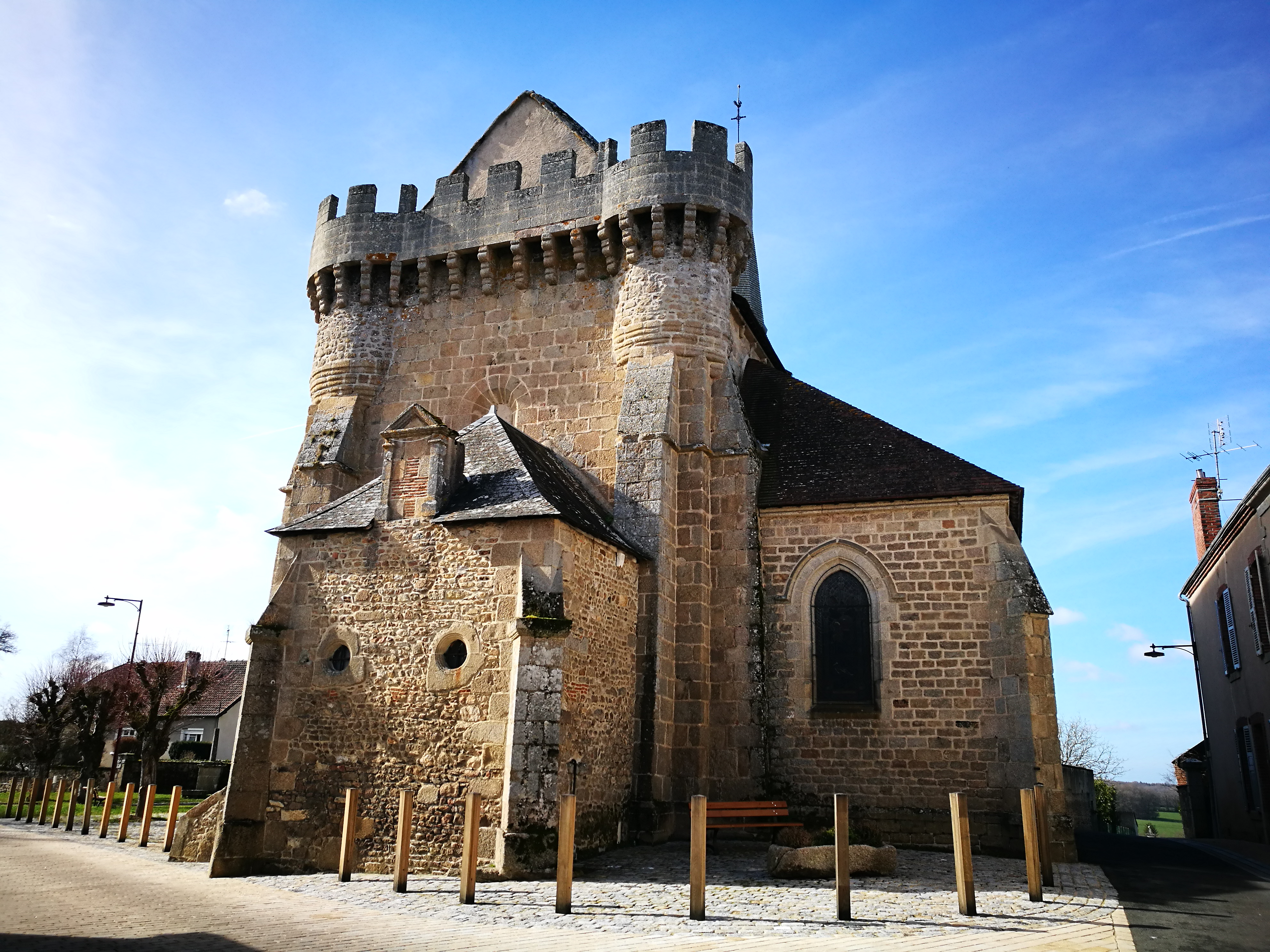
L'église Saint-Sylvain de Bonnat.
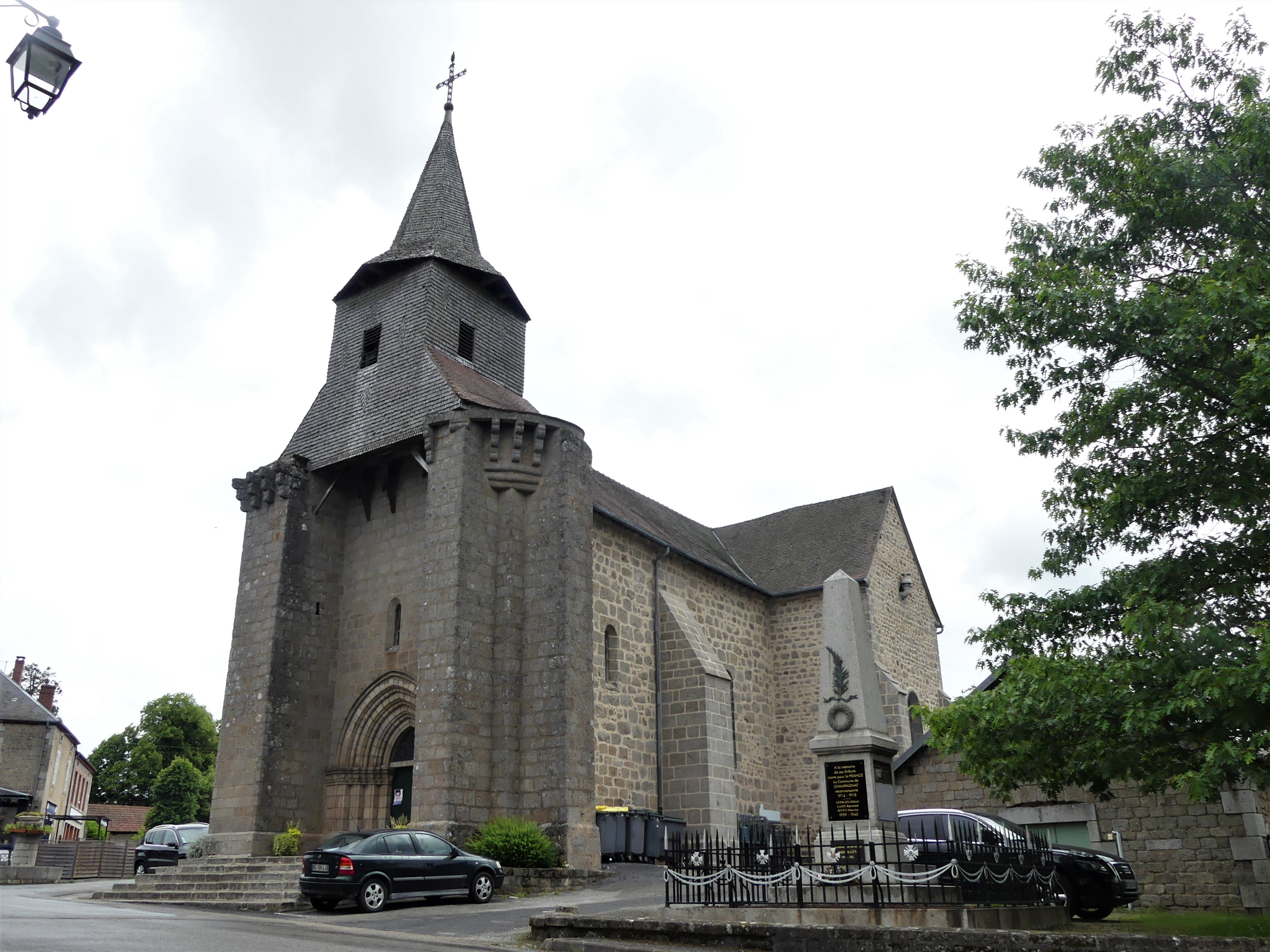
L'église Saint-Martial de Champagnat.
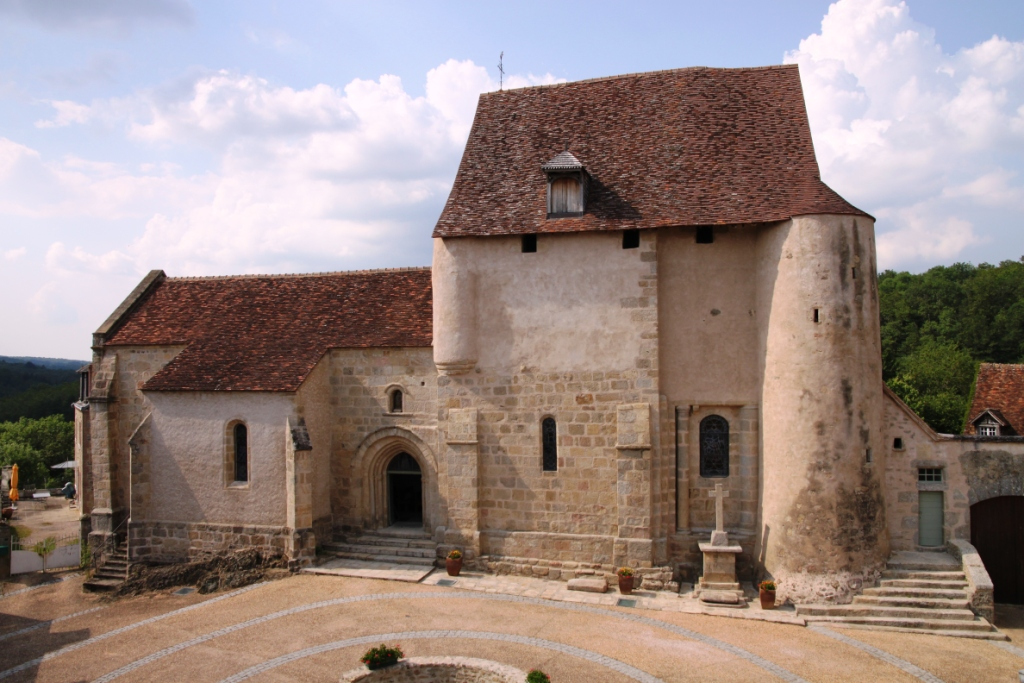
L'église de la Nativité-de-la-Vierge de Glénic.
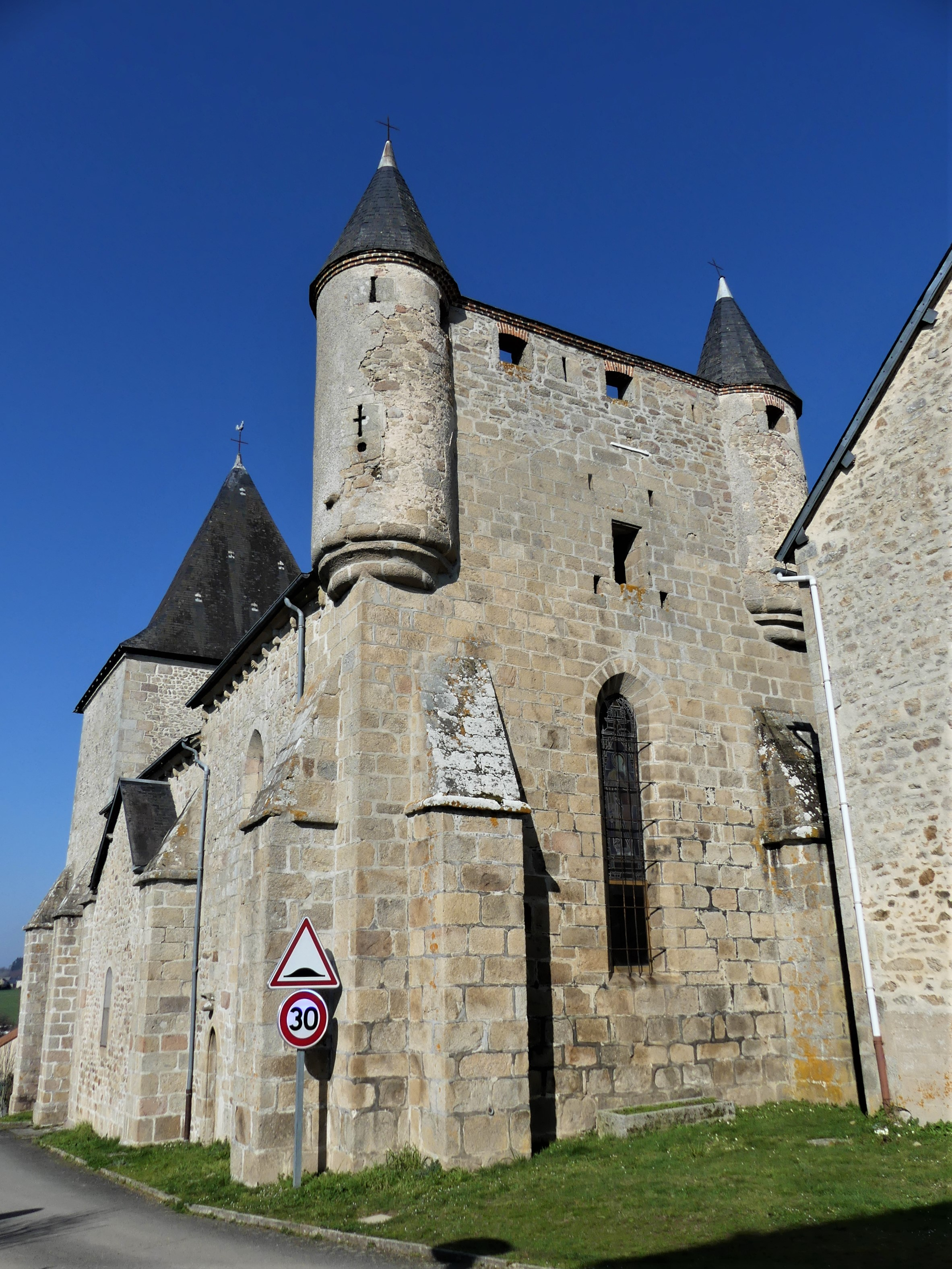
Le chevet de l'église Saint-Pierre-et-Saint-Paul de Noth.
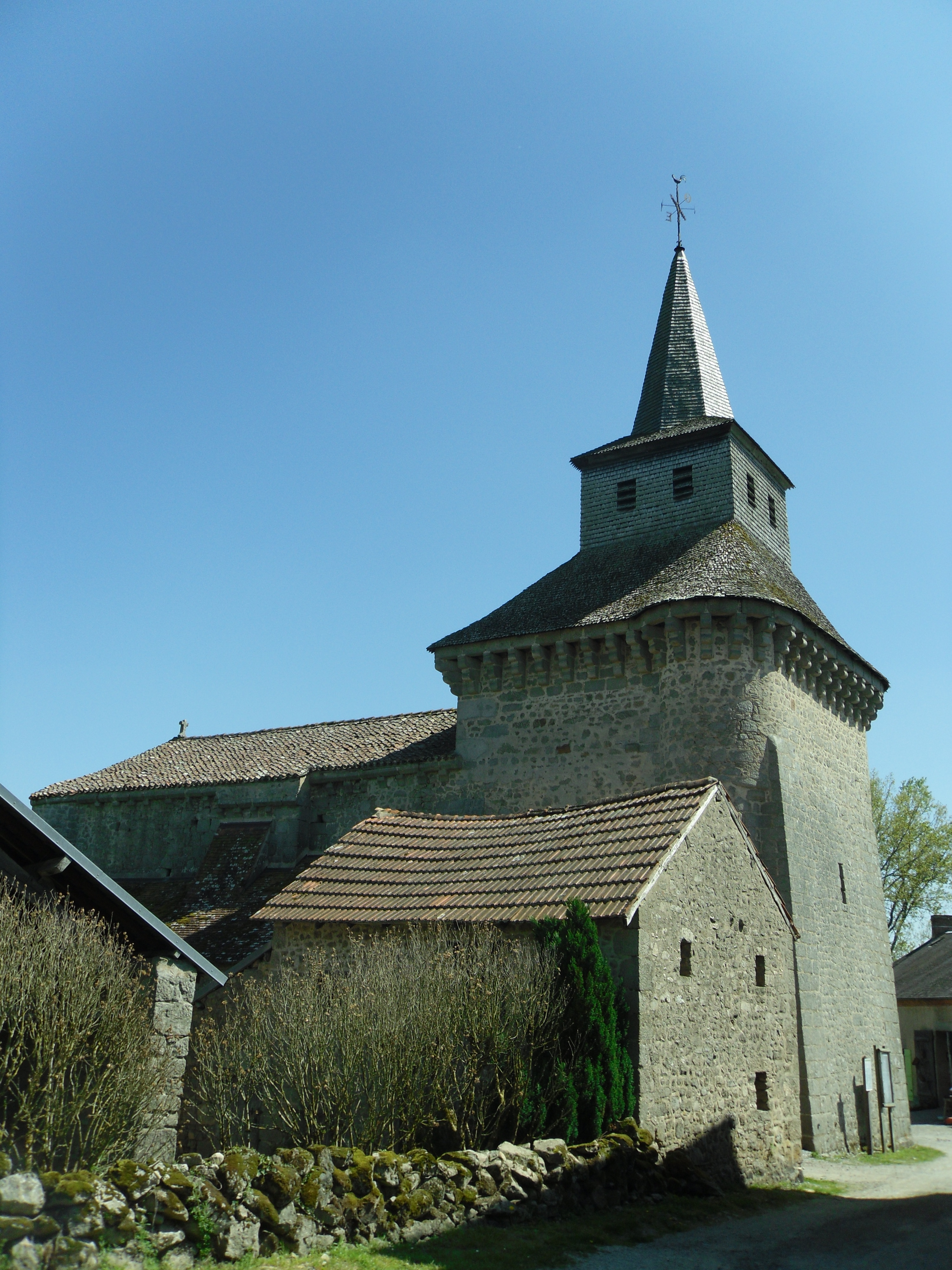
L'église Saint-Hilaire de Saint-Hilaire-la-Plaine.

#### Églises fortifiées des Deux-Sèvres
- Église Saint-Martin de Glénay.
- Prieuré Saint-Pierre d’Usseau.

#### Églises fortifiées de la Dordogne

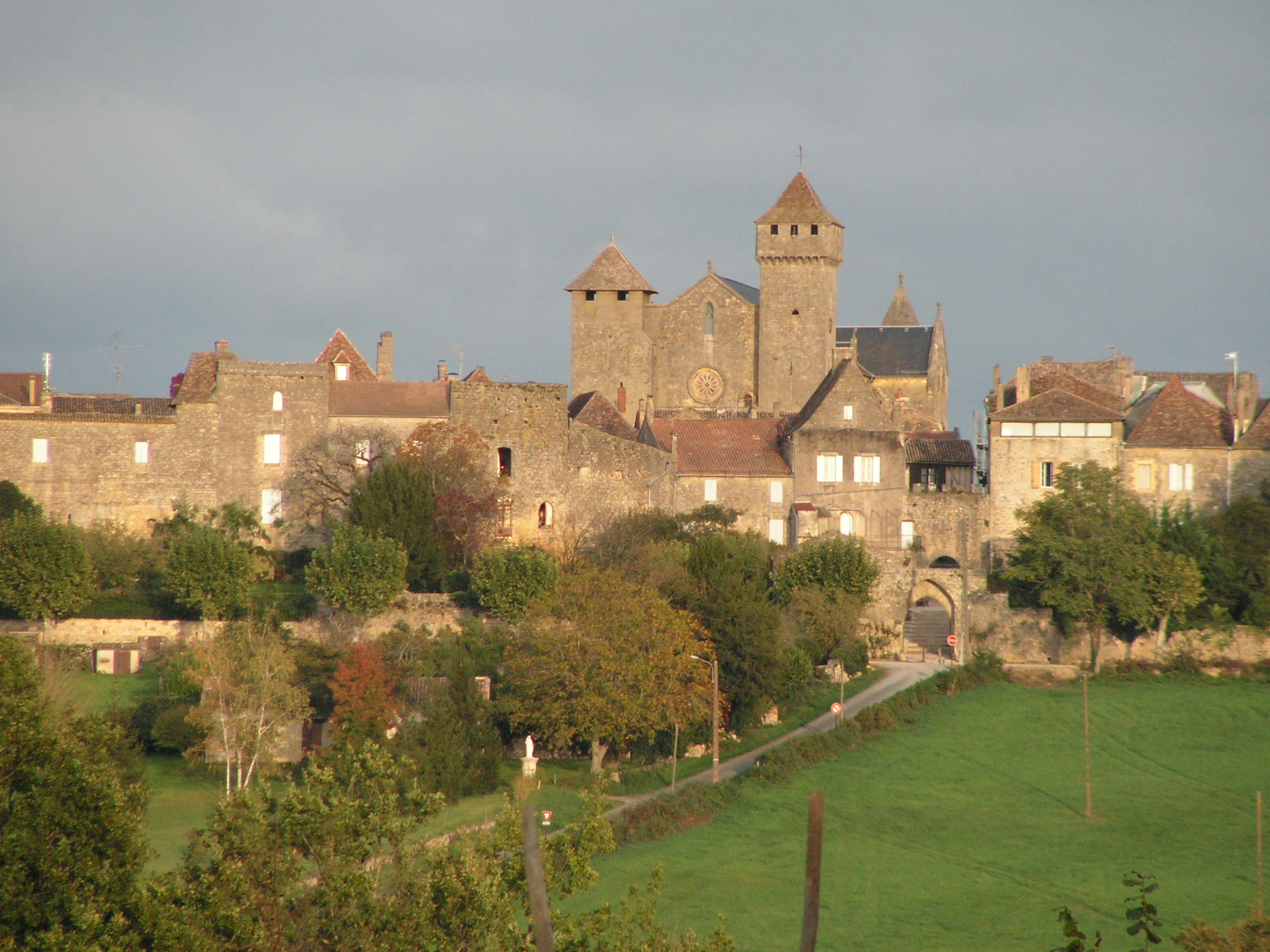
Dominant le bourg,
l'église de Beaumont-du-Périgord

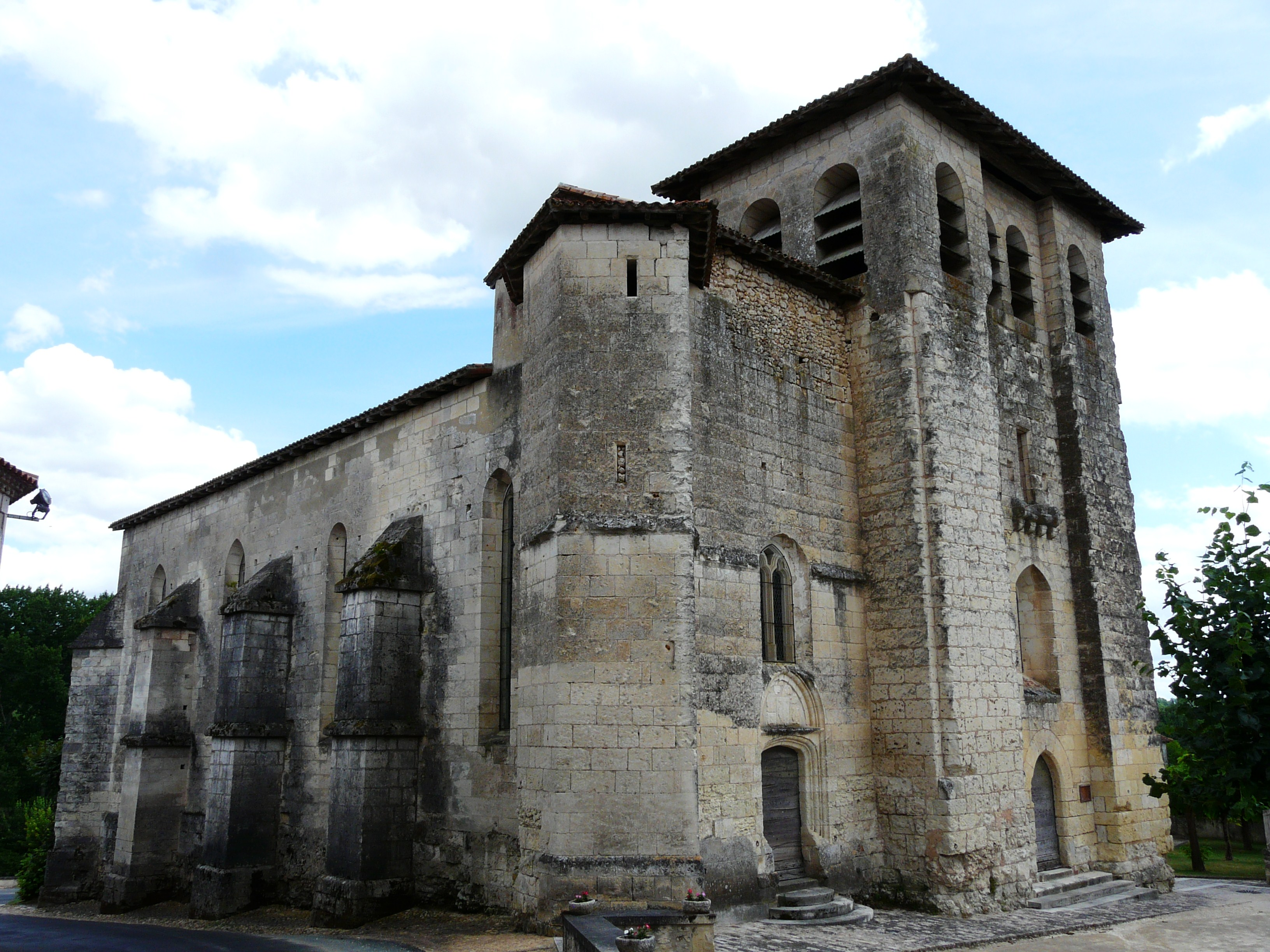
L'église Saint-Pierre-ès-Liens
de Chantérac

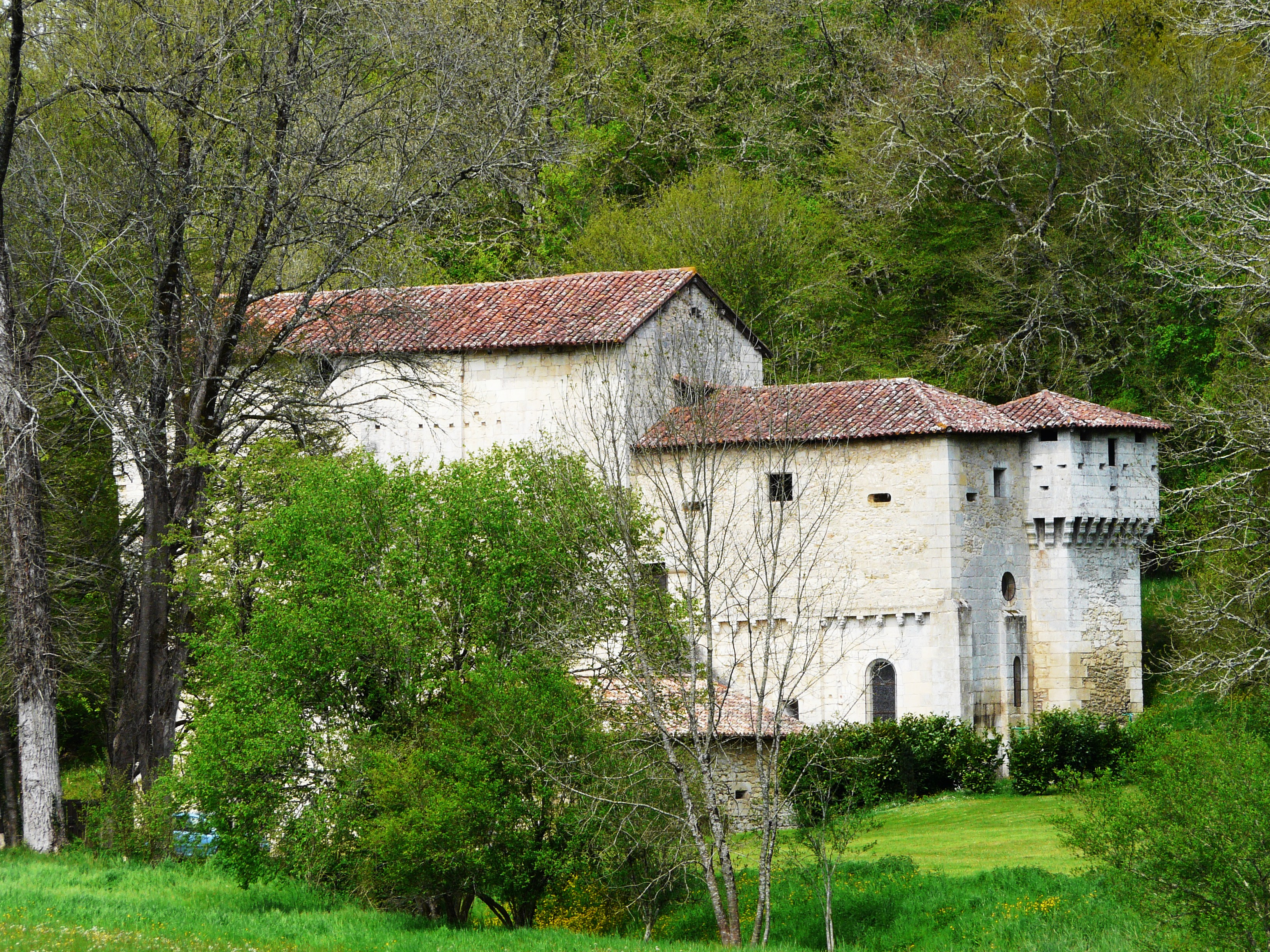
Le prieuré de Merlande
à La Chapelle-Gonaguet

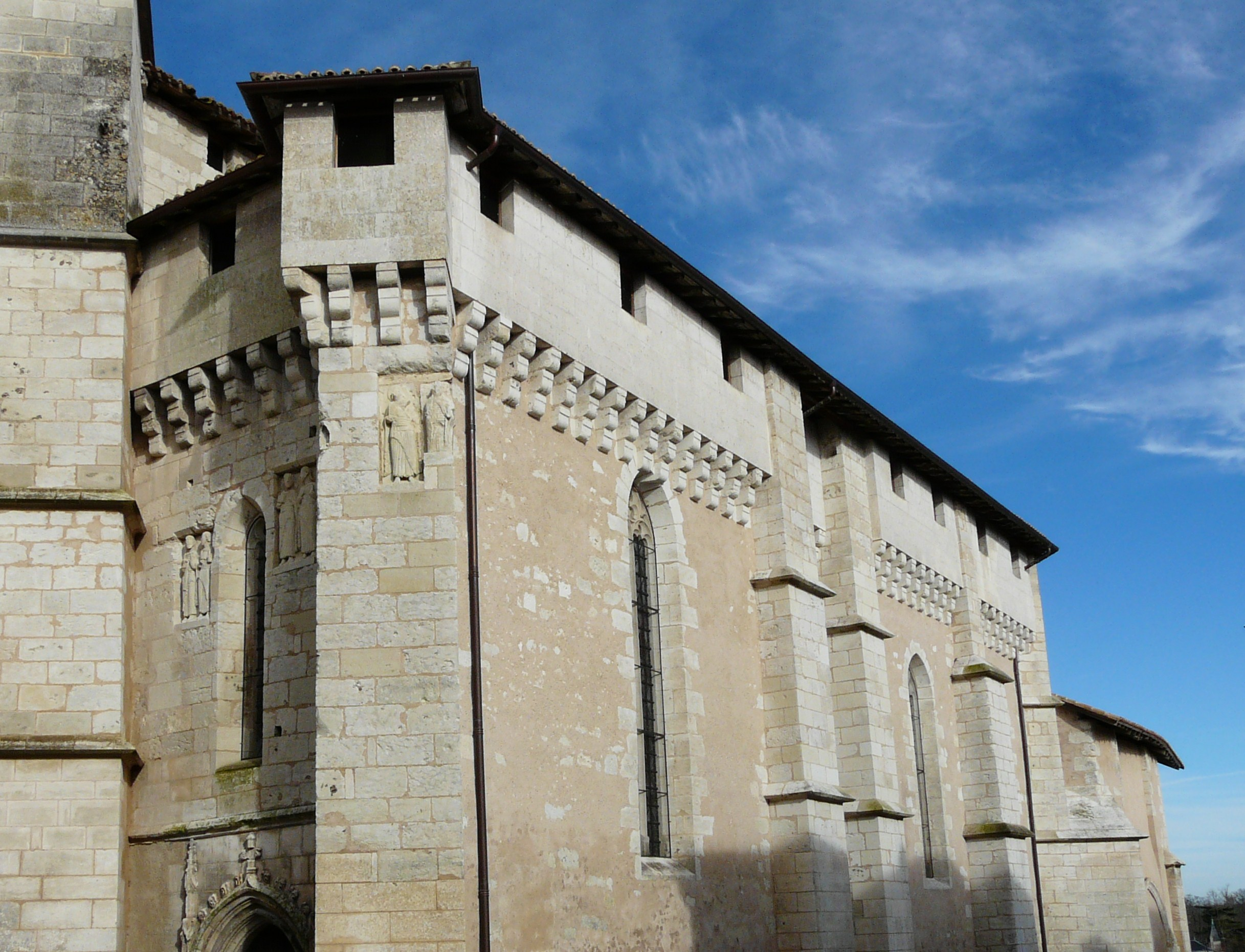
Le chemin de ronde
de l'église de Saint-Astier

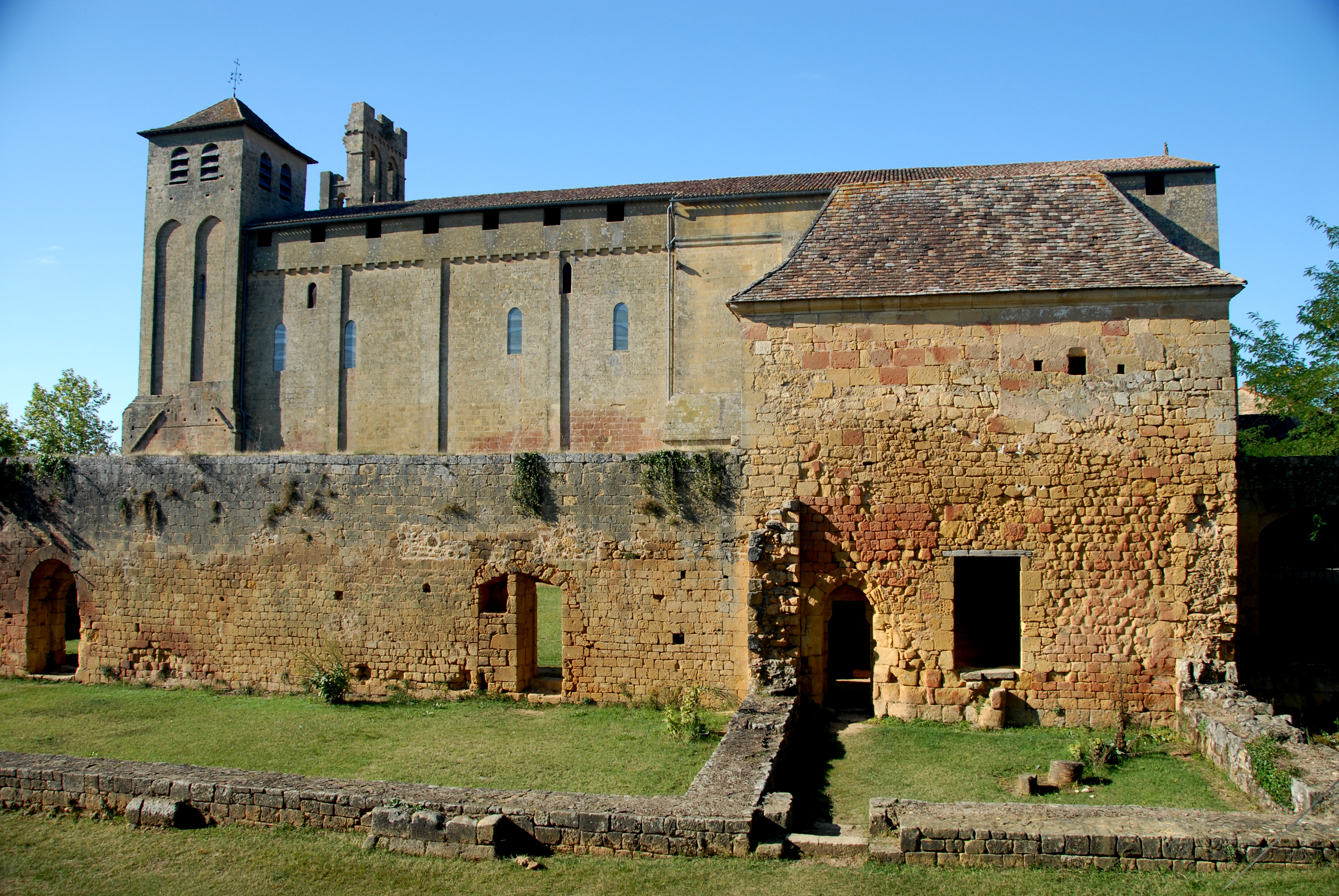
Le prieuré de Saint-Avit-Sénieur

En Dordogne, on dénombre 53 églises fortifiées dont plus de la moitié dans le quart nord-ouest du département.
- église Saint-Martin d'Agonac,
- église Saint-Martin d'Ajat[12],
- église Saint-Pierre-ès-Liens d'Allemans,
- église Saint-Étienne d'Alles-sur-Dordogne au clocher rectangulaire à archères coiffé d’un toit à quatre pans[réf. nécessaire],
- église Saint-Laurent-et-Saint-Front de Beaumont-du-Périgord,
- église Saint-Martin de Besse,
- église Notre-Dame-de-l'Assomption de Bourg-du-Bost dont le clocher a été fortifié[13],
- église Saint-Pierre-ès-Liens de Bouteilles,
- ancienne église Notre-Dame de Brantôme,
- église Notre-Dame-de-la-Nativité de Bussière-Badil,
- église Saint-Pierre de Celles[14],
- église Saint-Jean-Baptiste de Cendrieux,
- église Saint-Cybard de Cercles,
- église Saint-Martin de Champagne,
- abbaye Notre-Dame de Chancelade,
- église Saint-Pierre-ès-Liens de Chantérac,
- église Saint-Fiacre de La Chapelle-Pommier, ancienne commune de Champeaux-et-la-Chapelle-Pommier,
- église Saint-Martin de Cherval,
- église Notre-Dame-et-Saint-Jean-Baptiste de Condat-sur-Vézère,
- église Saint-Pierre-ès-Liens de Cumond, ancienne commune de Saint-Antoine-Cumond,
- église Saint-Martin de Festalemps,
- église Sainte-Marie de Fleurac,
- église Saint-Pierre-et-Saint-Paul de Grand-Brassac,
- église Saint-Julien de Jayac,
- église Saint-Maurice de Léguillac-de-Cercles,
- église Saint-Martin de Liorac-sur-Louyre,
- église Saint-Eutrope de Lusignac,
- église Saint-Pierre-ès-Liens de Marquay,
- église Saint-Martin de Mauzens-et-Miremont,
- prieuré de Merlande, commune de La Chapelle-Gonaguet,
- église Saint-Martin de Milhac-de-Nontron,
- église Saint-Étienne de Nanteuil-de-Bourzac,
- église Saint-Timothée de Paussac, commune de Paussac-et-Saint-Vivien,
- église Notre-Dame de la Nativité de Pressignac,
- ancienne abbaye de Saint-Amand-de-Coly,
- église Saint-Astier de Saint-Astier,
- église Saint-Avit de Saint-Avit-Sénieur,
- église Saint-Germain de Saint-Germain-du-Salembre,
- église Saint-Martial de Saint-Martial-Viveyrol,
- église Saint-Maxime de Saint-Mayme-de-Péreyrol,
- église Saint-Pierre-et-Saint-Paul de Saint-Paul-Lizonne,
- église Saint-Privat de Saint-Privat-des-Prés,
- église de Saint-Sulpice-de-Roumagnac[15],
- église Saint-Vincent de Saint-Vincent-sur-l'Isle[16],
- église Saint-Sacerdos de Salles-de-Belvès[17],
- église Saint-Pantaléon de Sergeac,
- église Saint-Pierre-ès-Liens de Siorac-de-Ribérac,
- église Saint-Martin de Tayac, commune des Eyzies-de-Tayac-Sireuil,
- église Saint-Nicolas de Trémolat, église à coupoles qui de l’extérieur n'est que fortifications,
- église Saint-Julien de Tursac,
- église Notre-Dame de la Nativité d'Urval,
- église Notre-Dame de Vanxains,
- église Saint-Pierre-ès-Liens de Vieux-Mareuil.

#### Églises fortifiées de la Gironde

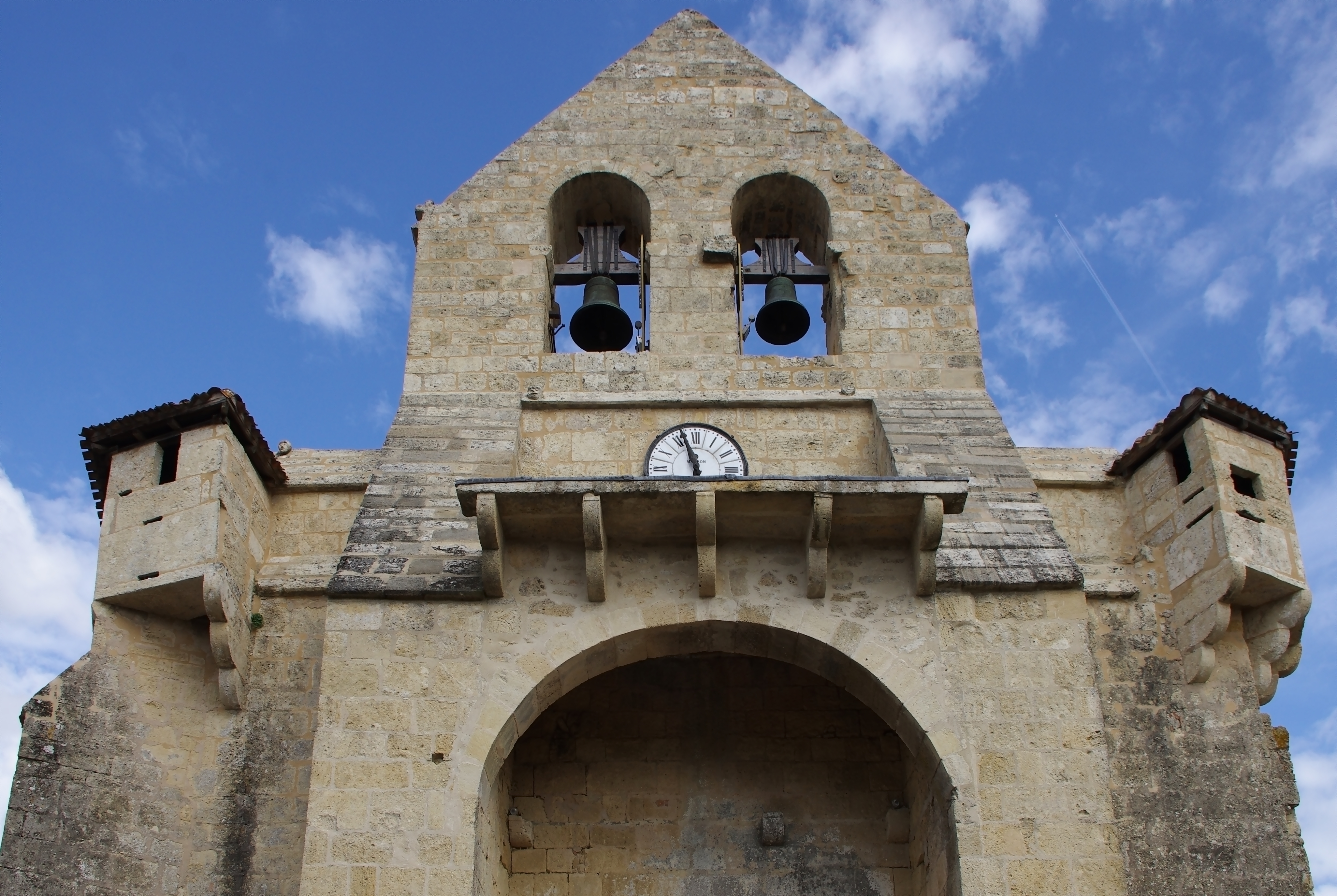
Saint-Jean-de-Blaignac, échauguettes et assomoir.

- Église Saint-Jean à Saint-Jean-de-Blaignac,
- Abbaye Saint-Pierre à Vertheuil.

#### Églises fortifiées de la Haute-Vienne
- Arnac-la-Poste,

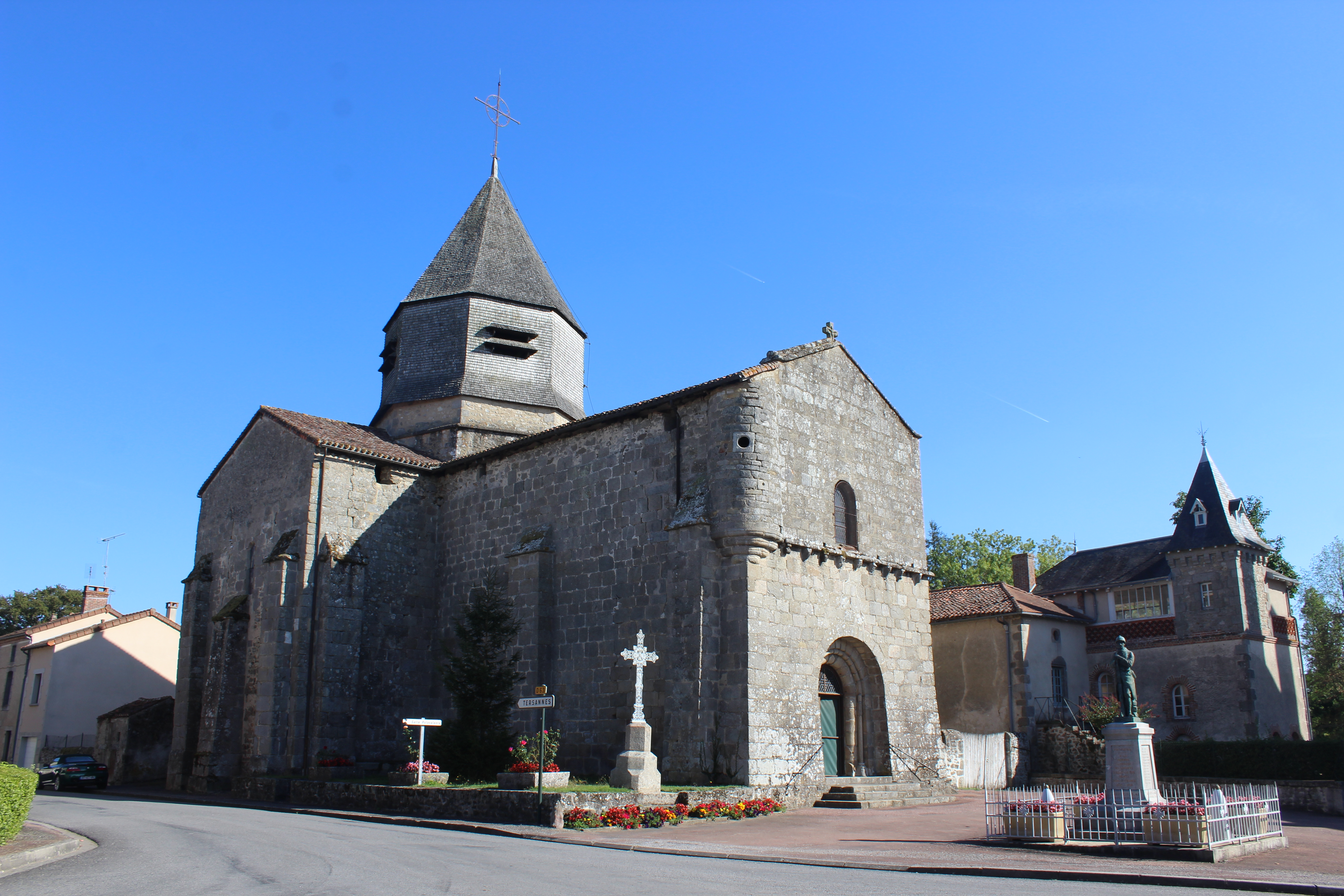
Église Saint-Genest d'Azat-le-Ris, munie d'une échauguette.

- église Saint-Genest à Azat-le-Ris,
- église de l'Ordination-de-Saint-Martin à Blond,
- église de l'Ordination-de-Saint-Martin à Bujaleuf,
- église Saint-Martin à Compreignac,
- Nexon.

#### Églises fortifiées des Landes
- Arx,
- Beaussiet, commune de Mazerolles,
- Beylongue,
- Herré,
- Laballe, commune de Parleboscq,
- Lesgor,
- Port-de-Lanne,
- Réaut, commune de Canenx-et-Réaut,
- Saint-Étienne-d'Orthe,
- Sarbazan,
- Vielle-Soubiran.

#### Églises fortifiées des Pyrénées Atlantiques
- Église Notre-Dame-de-la-Mer de Bordagain, à Ciboure.

### En région Occitanie

#### Églises fortifiées de l'Ariège
- Église Saint-Barthélemy du Fossat
- Église Notre-Dame-de-l'Assomption de Montjoie-en-Couserans

#### Églises fortifiées de l'Aude
- Carcassonne,
- Cuxac-Cabardès,
- Lagrasse,
- Narbonne,
- Église Saint-Jean-l'Évangéliste d'Ouveillan.

#### Églises fortifiées de l'Aveyron

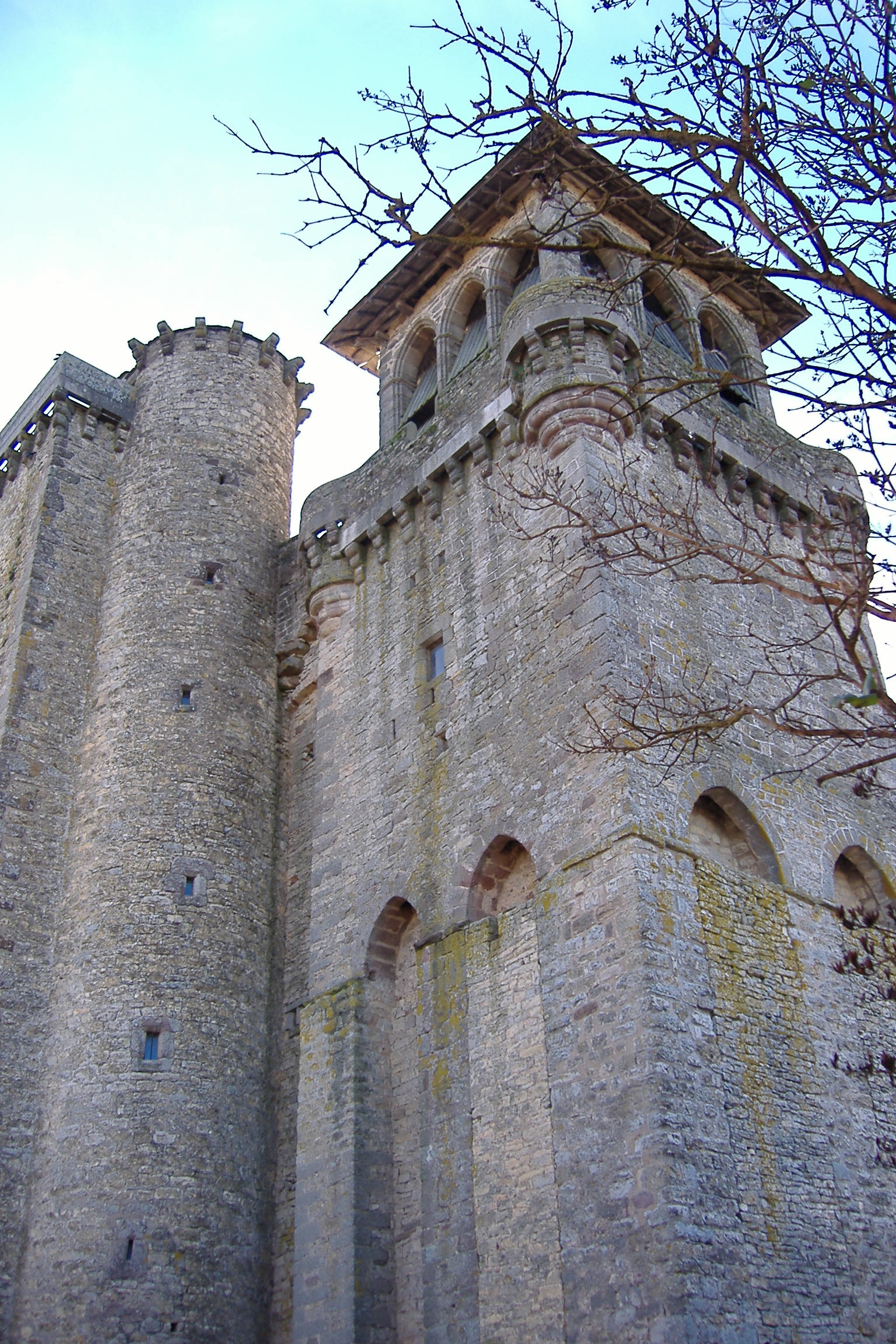
Église Sainte-Radegonde de Sainte-Radegonde (Aveyron).

- Église fortifiée d'Inières, hameau de Sainte-Radegonde,
- Église Sainte-Radegonde de Sainte-Radegonde,
- Église du Saint-Sépulcre de Villeneuve.

#### Églises fortifiées du Gard
- Saint-Bonnet-du-Gard,
- Saint-Geniès-de-Comolas,
- Église de Saint-Laurent-des-Arbres,
- Sernhac.

#### Églises fortifiées du Gers
- Église Saint-Sigismond de Larressingle.
- Église Notre-Dame de Simorre.

#### Églises fortifiées de la Haute-Garonne
- Église Saint-Pierre-et-Saint-Phébade de Venerque.

#### Églises fortifiées des Hautes-Pyrénées
- Église fortifiée des Templiers à Luz-Saint-Sauveur.

#### Églises fortifiées de l'Hérault
- Agde,
- Baillargues,
- Béziers,
- Castelnau-le-Lez,
- Celleneuve, aujourd'hui quartier de Montpellier,
- Clermont-l'Hérault,
- Cruzy,
- Frontignan,
- Lodève,
- Maguelonne,
- Montbazin,
- Montblanc,
- Cathédrale Saint-Pierre de Montpellier,
- Saint-Pons-de-Thomières,
- Vias,
- Vic-la-Gardiole,
- Villemagne-l'Argentière,
- Villeneuve-lès-Béziers.

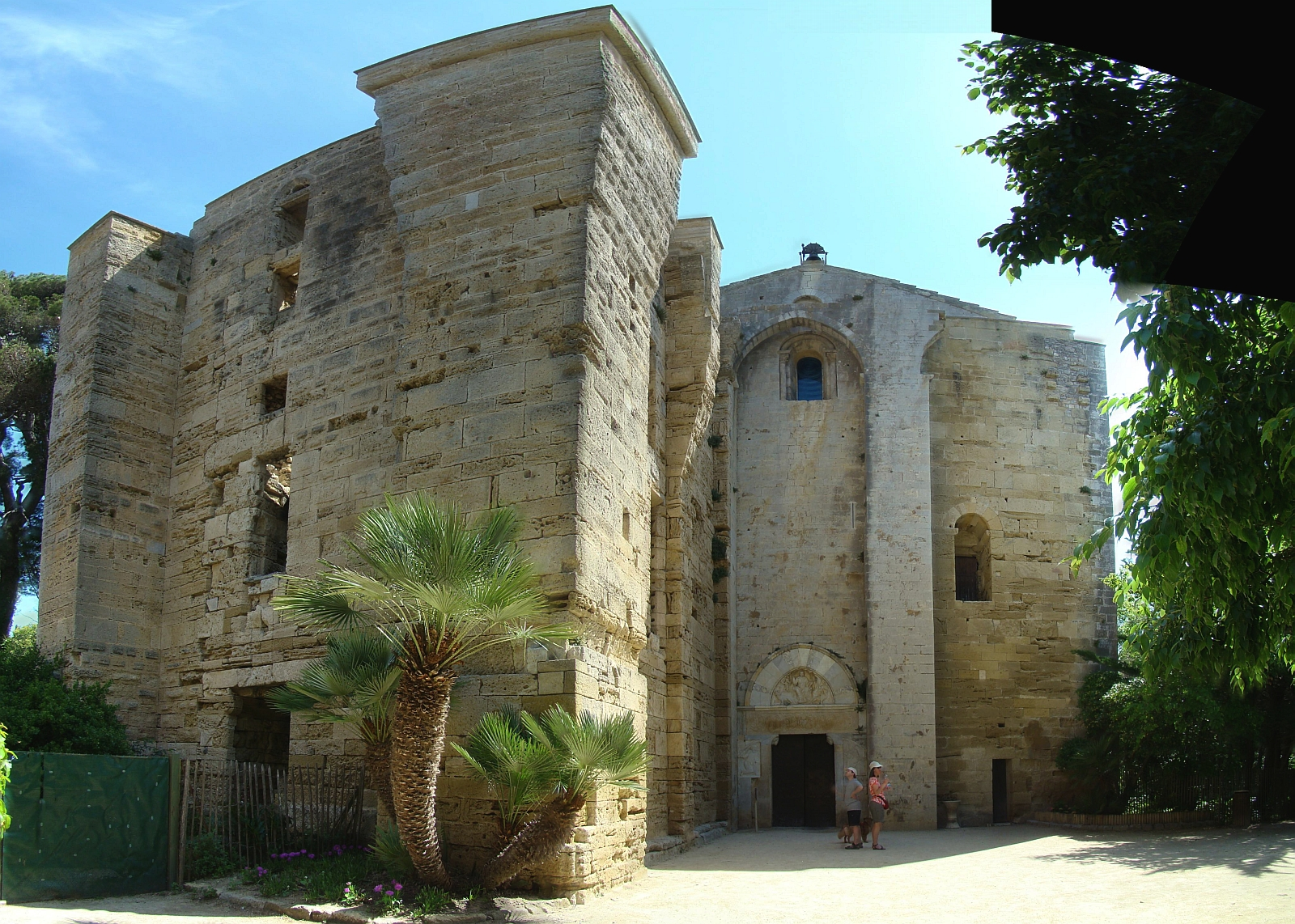
La Cathédrale Saint-Pierre-et-Saint-Paul de Maguelone
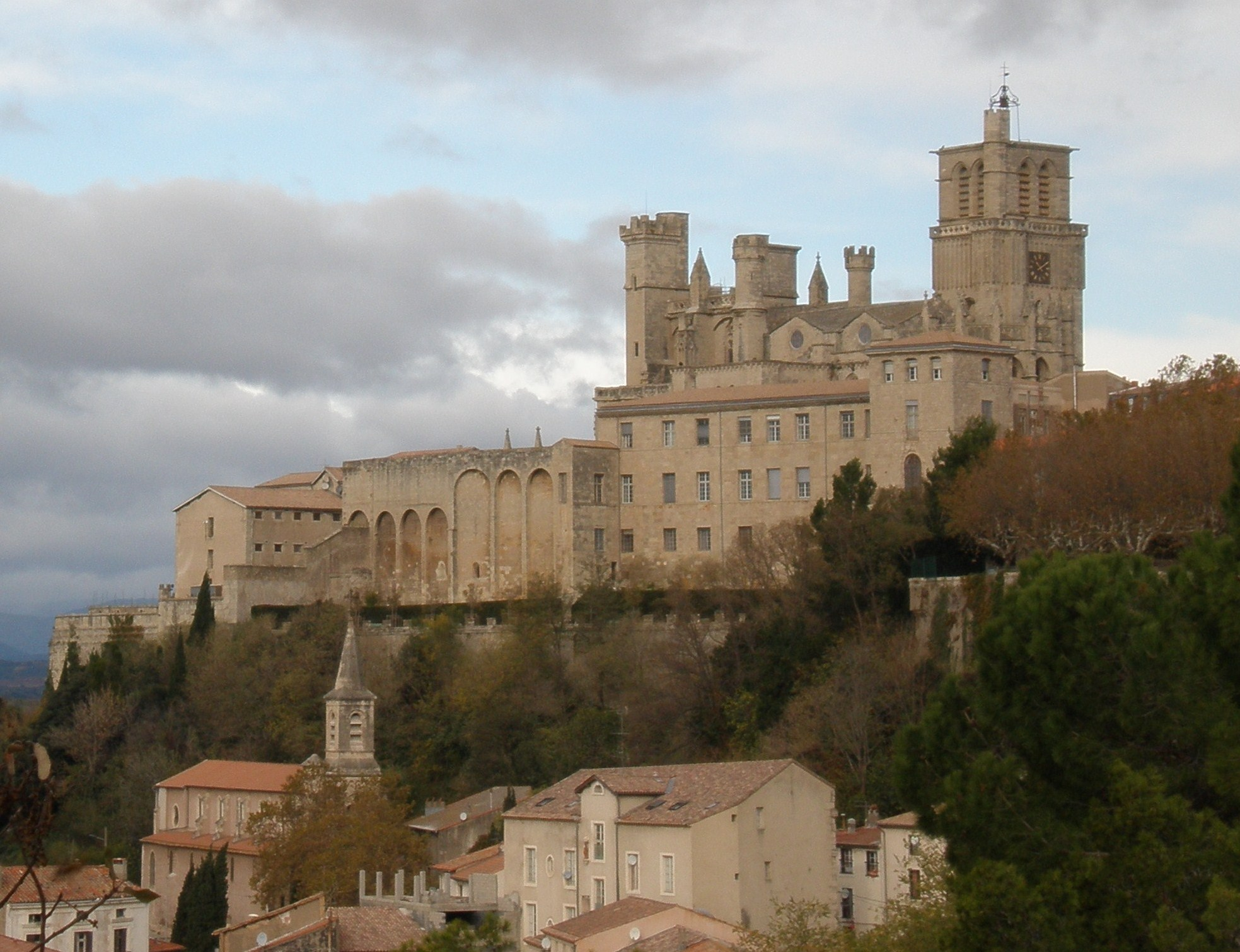
La Cathédrale Saint-Nazaire de Béziers
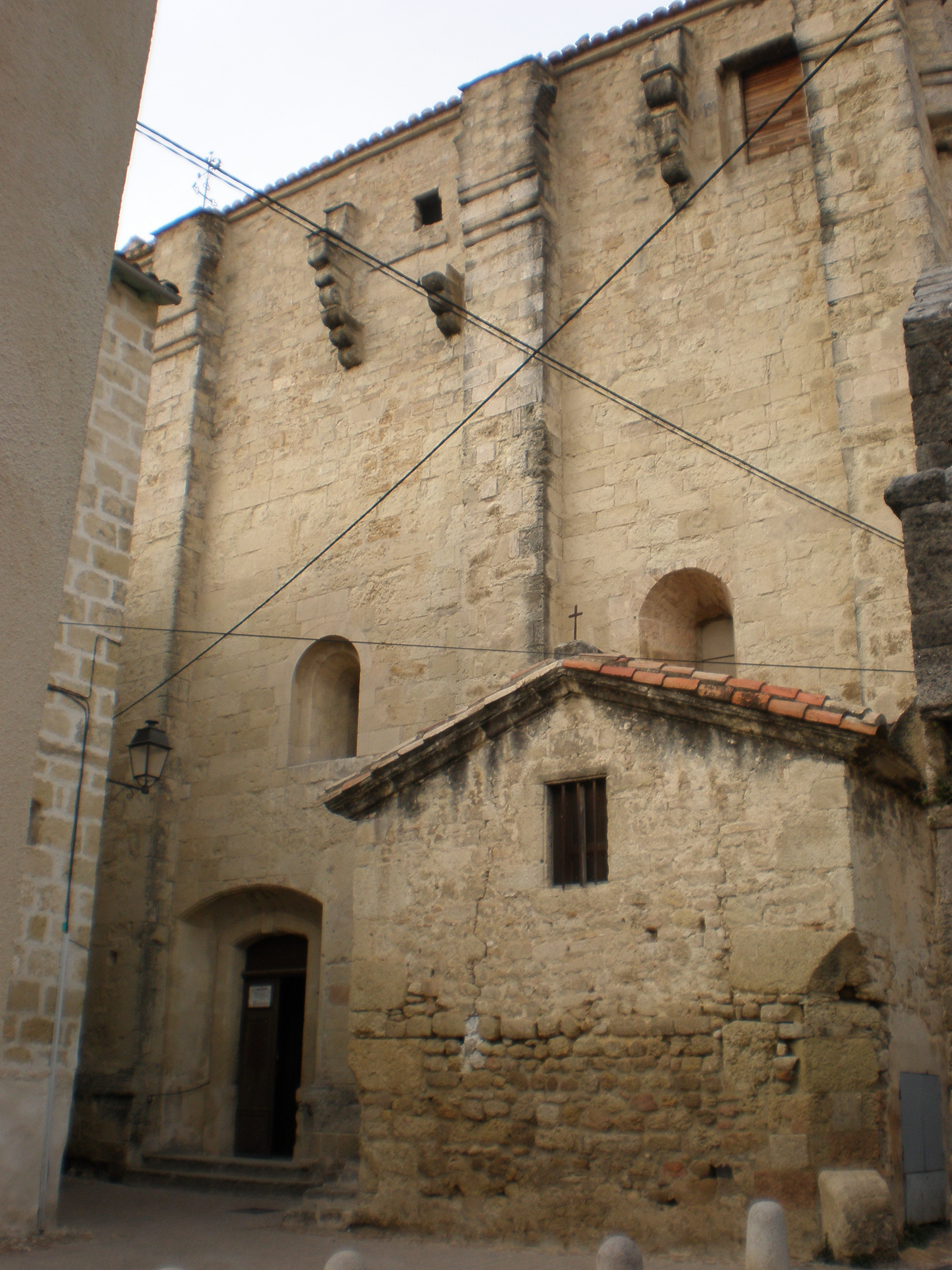
L'église Sainte-Croix de Celleneuve (Montpellier)
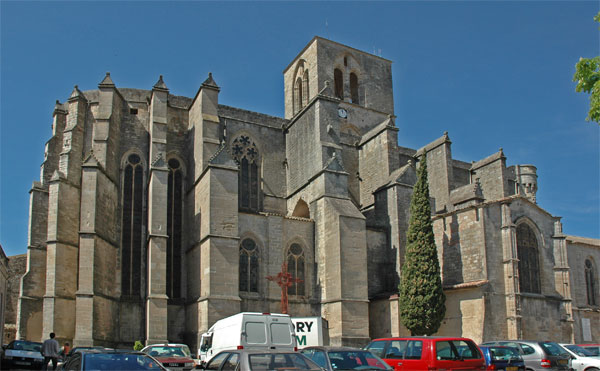
La Cathédrale Saint-Fulcran de Lodève

#### Églises fortifiées du Lot
- Lamothe-Fénelon,
- Martel,
- Rudelle,
- Vayrac.

#### Églises fortifiées de la Lozère
- Collégiale de Bédouès, commune de Bédouès
- Collégiale de Quézac, commune de Quézac
- Monastère Saint-Sauveur-de-Chirac, commune de Le Monastier-Pin-Moriès,

#### Églises fortifiées des Pyrénées-Orientales
- Corneilla-de-Conflent,
- Cuxa, abbaye sur la commune de Codalet,
- Elne.

### En région Provence-Alpes-Côte d’Azur

#### Églises fortifiées des Alpes-de-Haute-Provence
- Église paroissiale d’Annot

#### Églises fortifiées des Alpes-Maritimes
- Chapelle Sainte-Anne (Cannes)
- Abbaye de Lérins

#### Églises fortifiées des Bouches-du-Rhône
- Abbaye de Montmajour,
- Saint-Andiol,
- Saintes-Maries-de-la-Mer,
- Abbaye Saint-Victor de Marseille

#### Églises fortifiées du Vaucluse
- Bollène.

## Églises fortifiées d'autres pays de l'Europe

### Allemagne

Églises fortifiées d'Allemagne
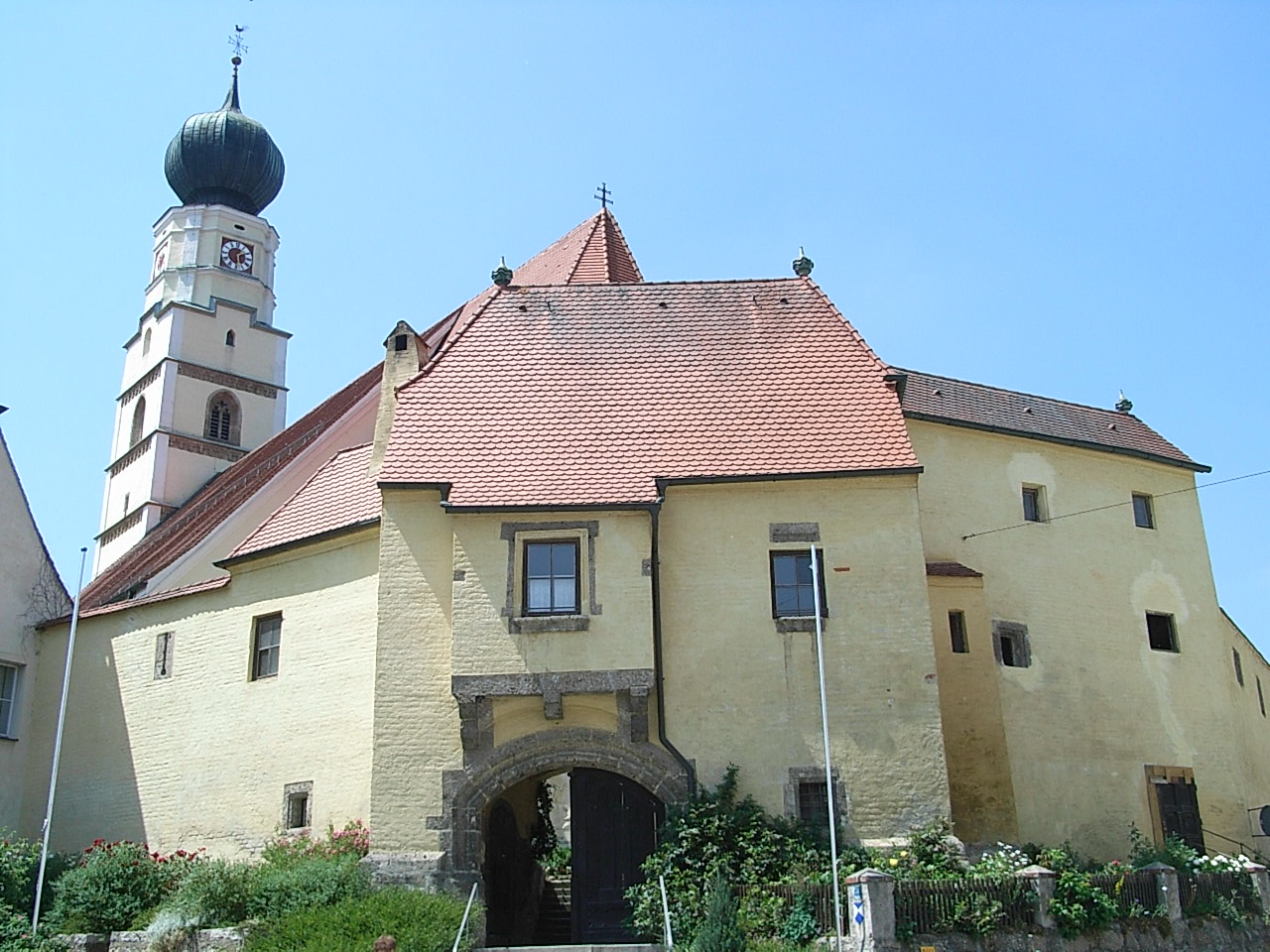
Église fortifiée de Kößlarn, Bavière

- Kößlarn,
- Église d'Emmaüs de Heuersdorf, déplacée à Borna en 2007.

### Belgique

Églises fortifiées de Belgique
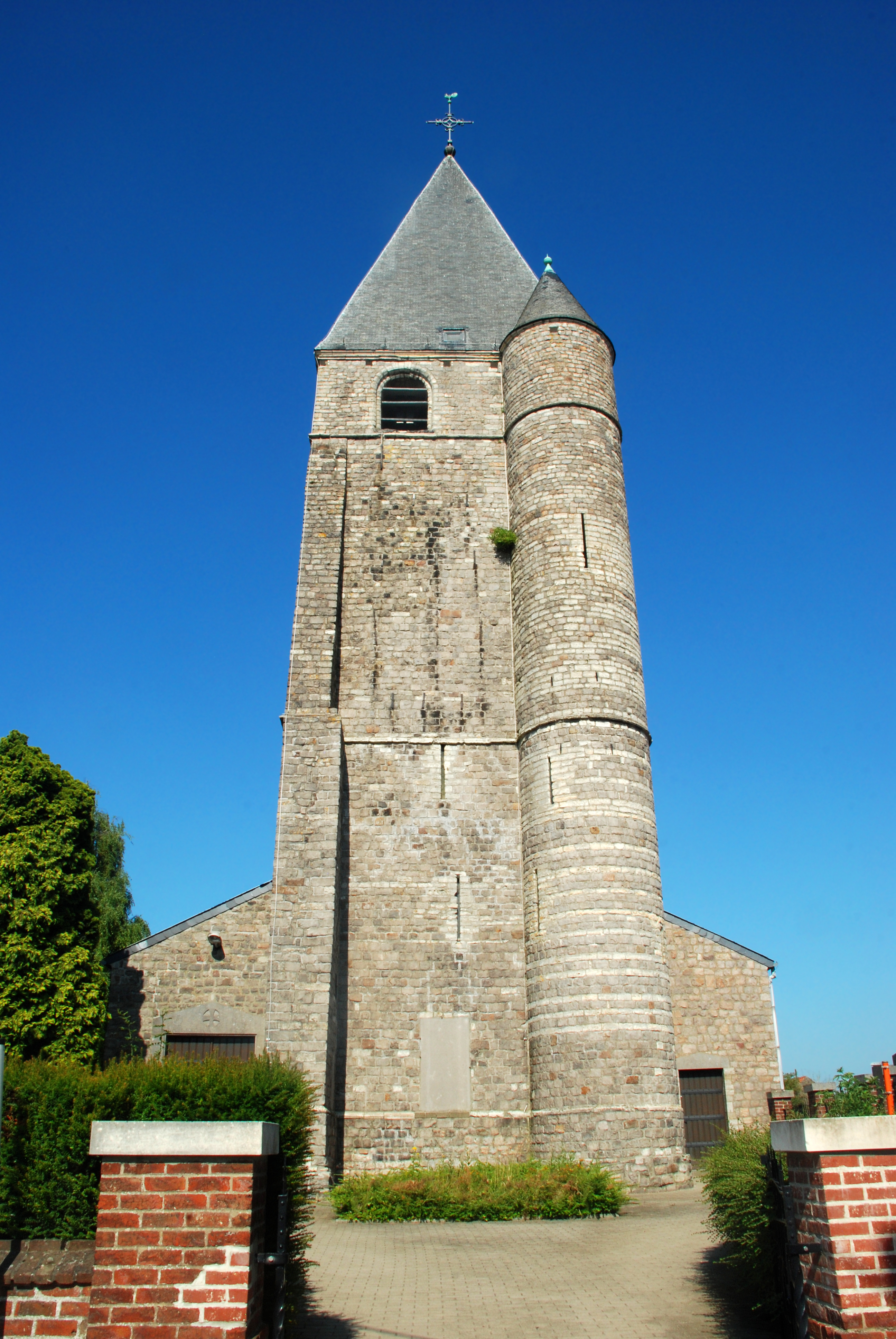
Église Saint-Laurent de Gossoncourt.

- Église Saint-Laurent de Gossoncourt
- Église Saint-Clément de Watermael-Boitsfort

### Espagne

Églises fortifiées d´Espagne
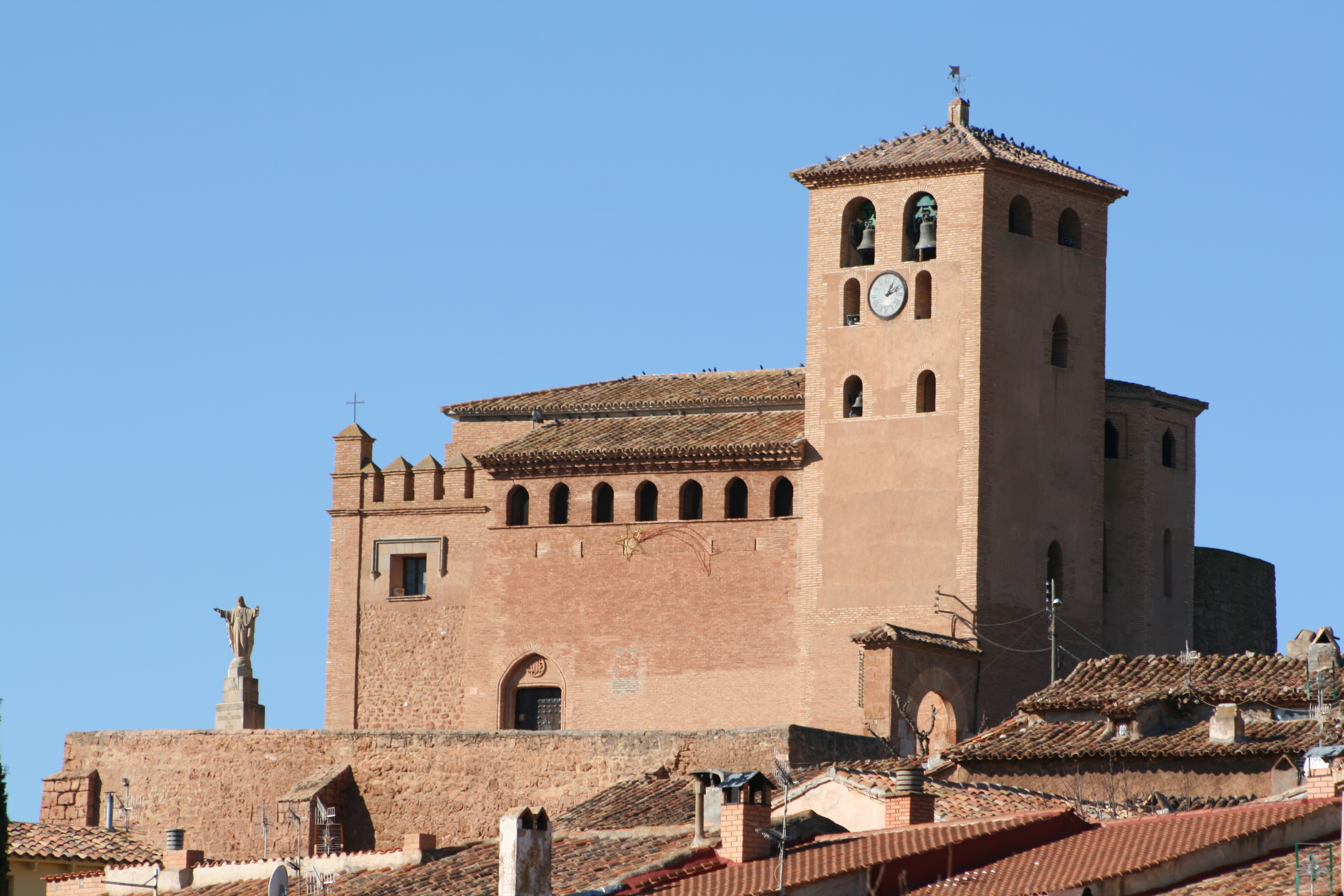
Église de Santa Tecla Cervera de la Cañada.(Architecture mudéjare d'Aragon)
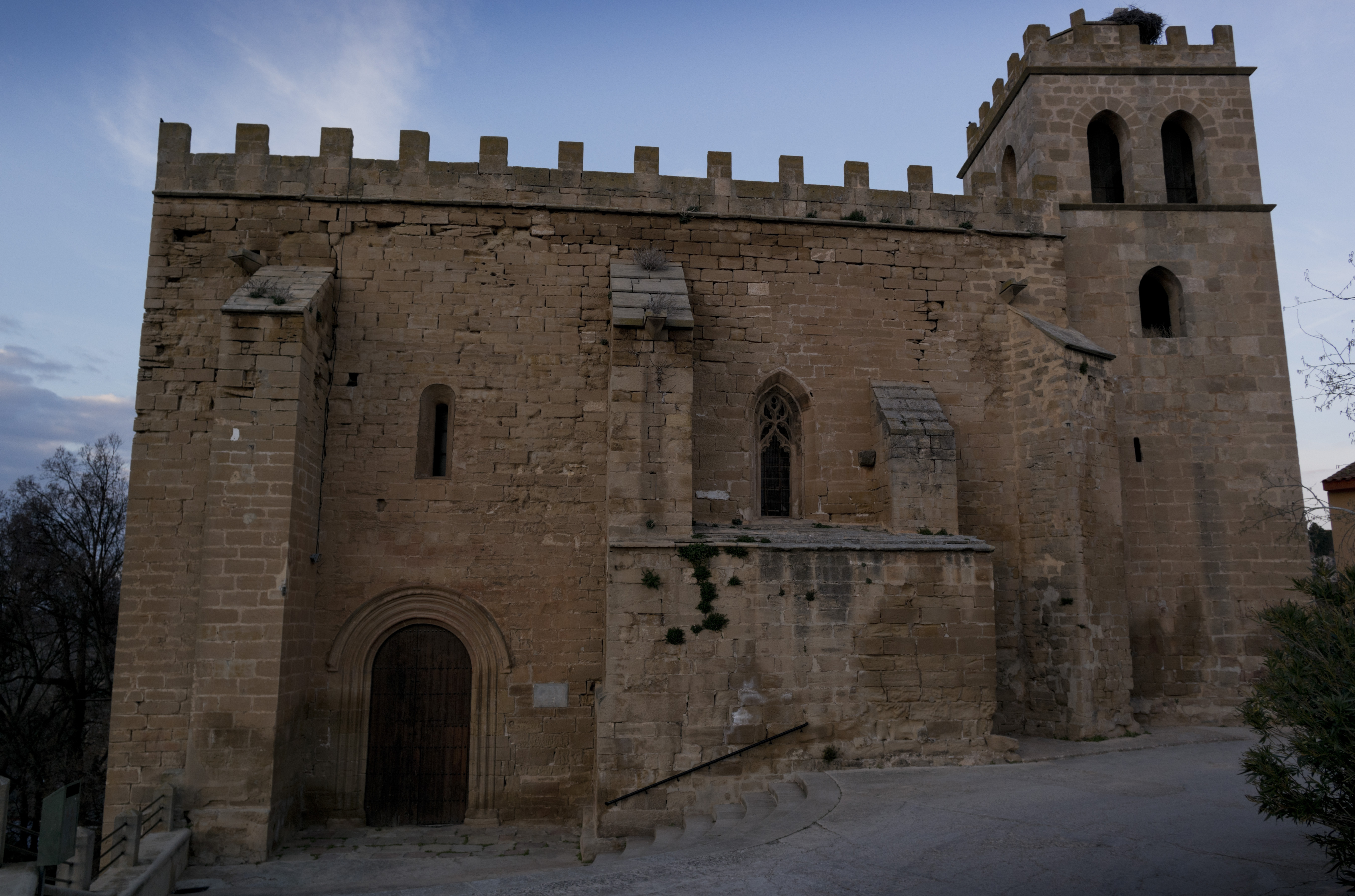
Église de San Juan Bautista Fabara
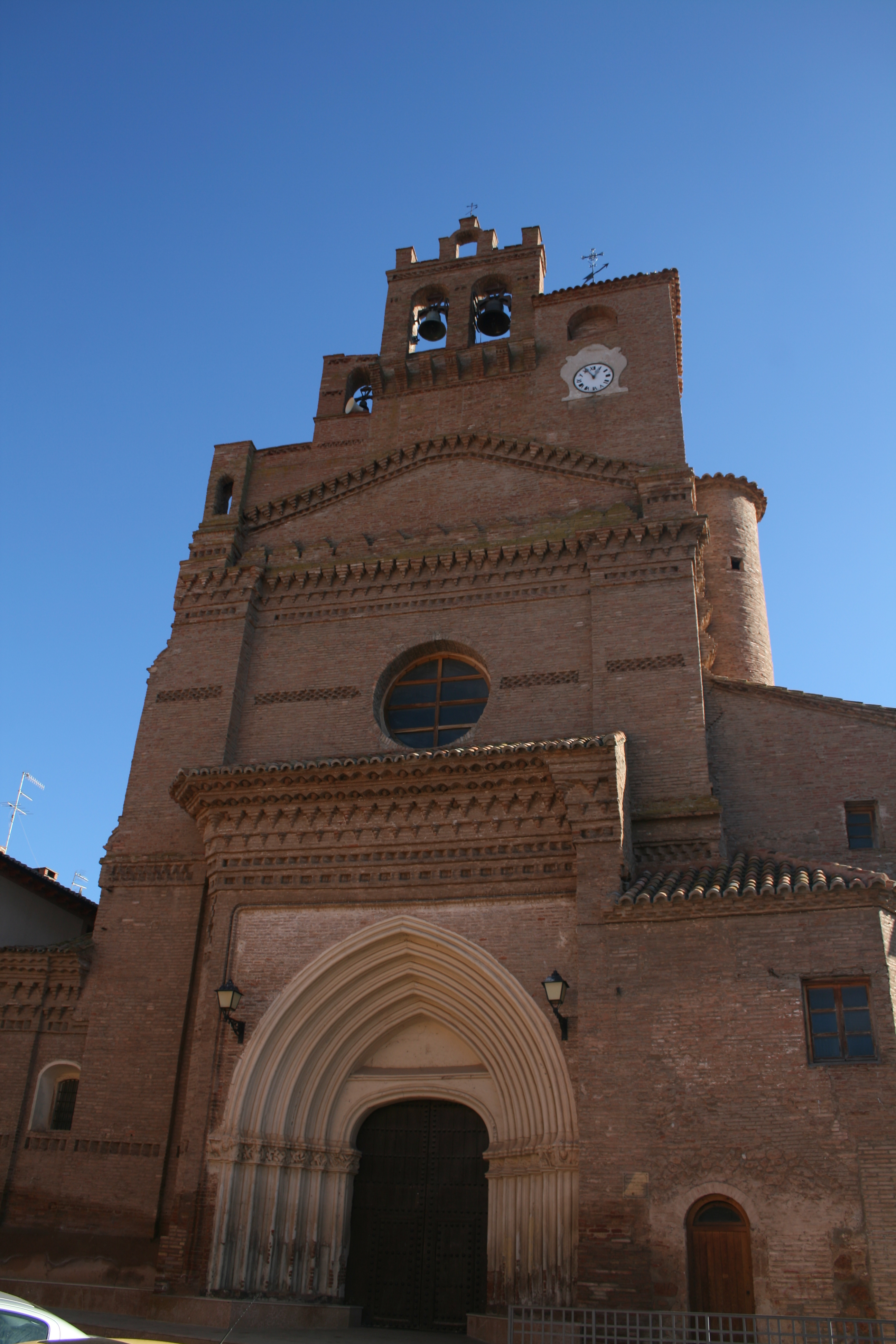
Église de San Pedro Apóstol Villarroya de la Sierra
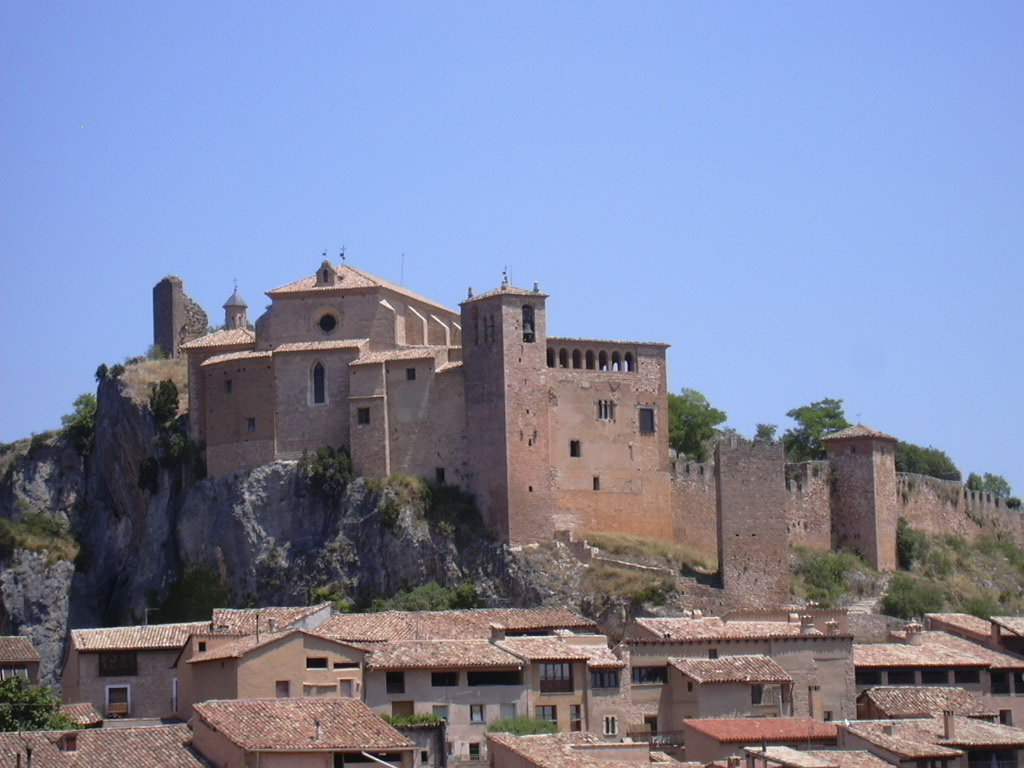
Collégiale de Santa María la Mayor Alquézar
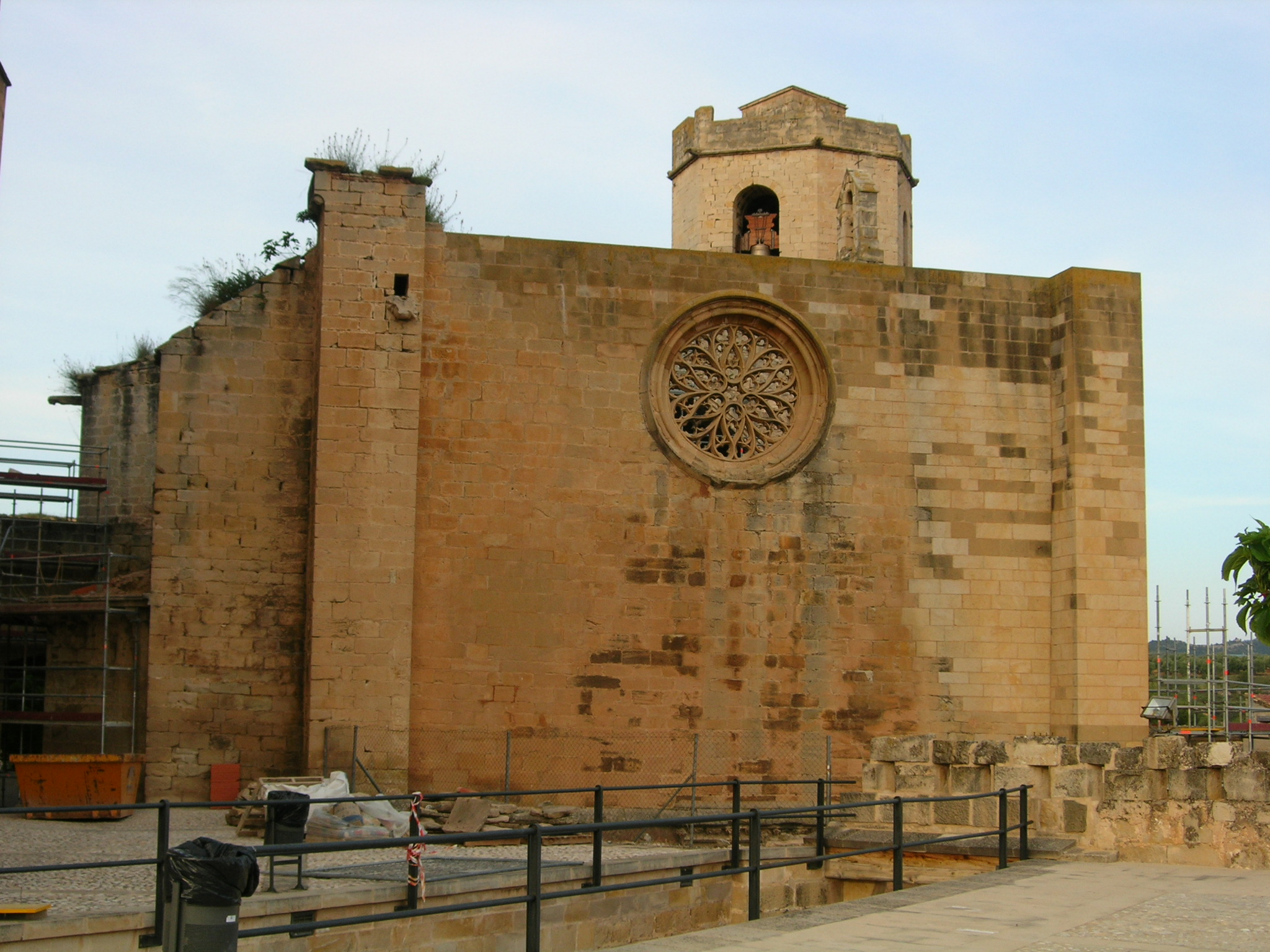
Église de Santa María la Mayor Valderrobres

### Italie
- Abbaye Saint-Michel-de-la-Cluse, symbole du Piémont
- Chiesa di Santa Croce, à Sparone, dans la province de Turin, au Piémont

### Luxembourg

Églises fortifiées du Luxembourg
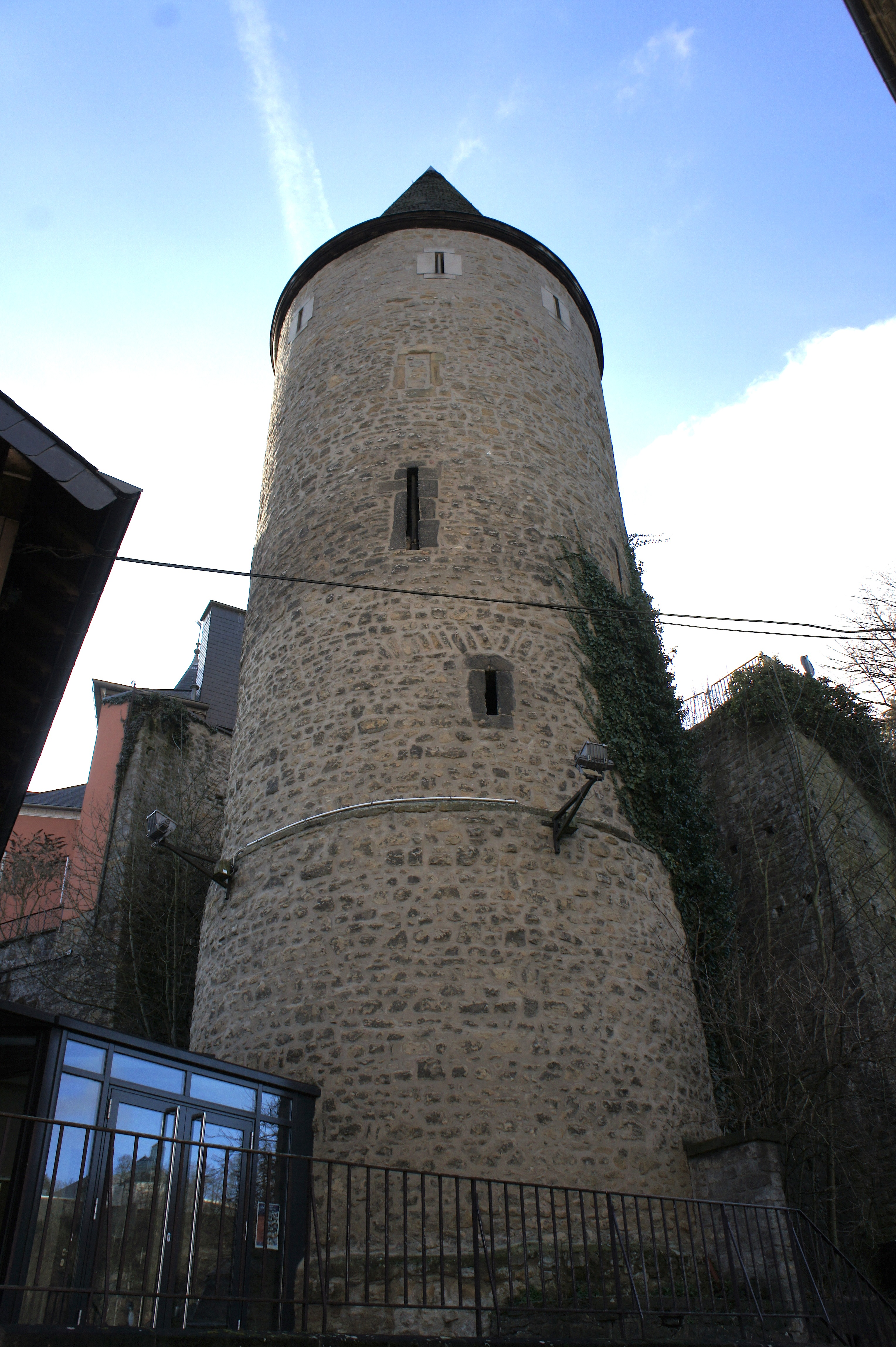
La tour qui subsiste du monastère Altmünster, à Luxembourg-ville.

Au Luxembourg, il reste seulement une tour du monastère fortifié d'Altmünster, qui se trouvait à côté du château des comtes de Luxembourg, sur le rocher du Bock, à Luxembourg-ville.

### Suisse

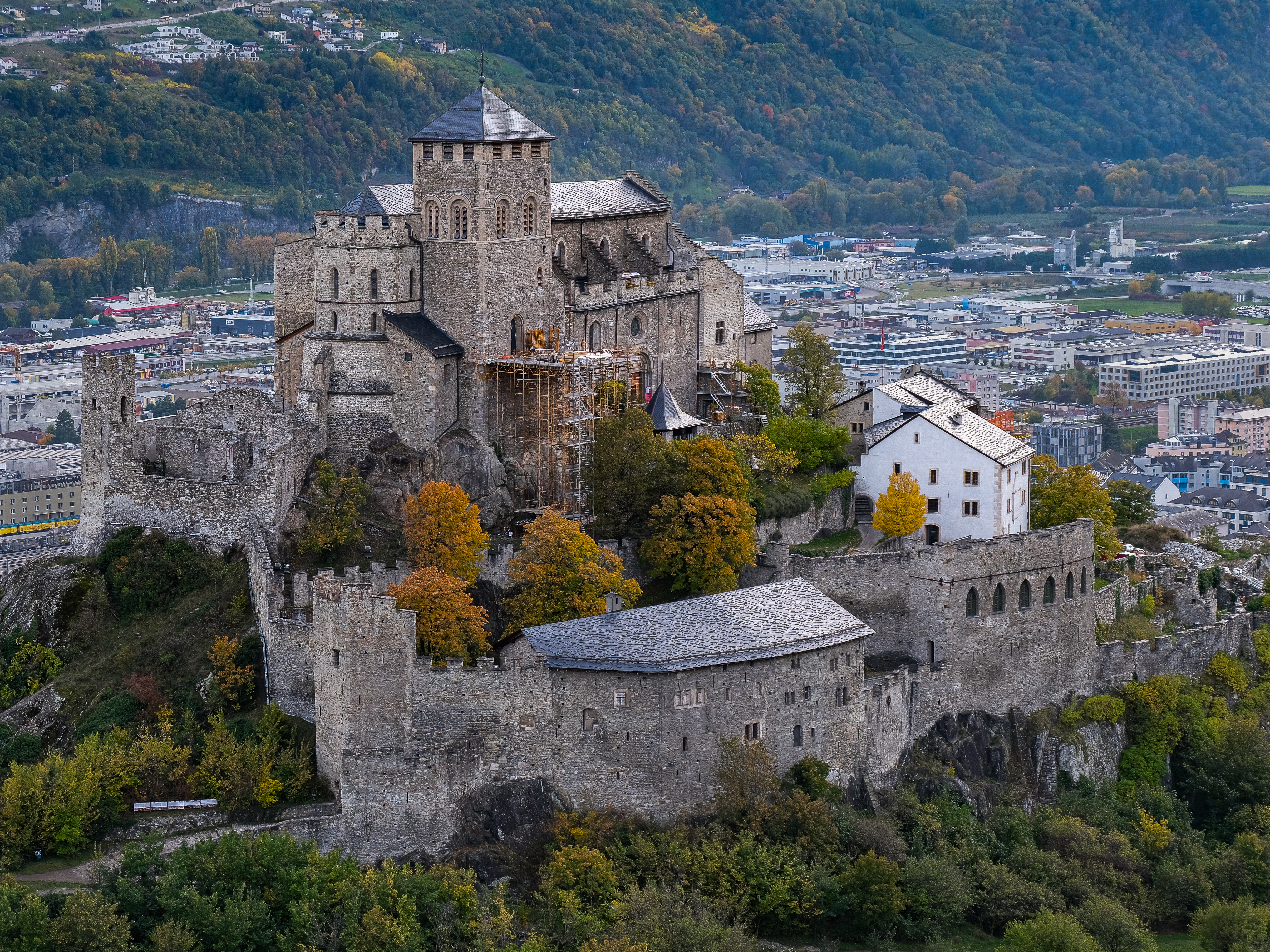
Château de Valère à Sion

- Château de ValèreChâteau de Valère à Sion

### Roumanie (Églises fortifiées de Transylvanie)

Églises fortifiées de Roumanie
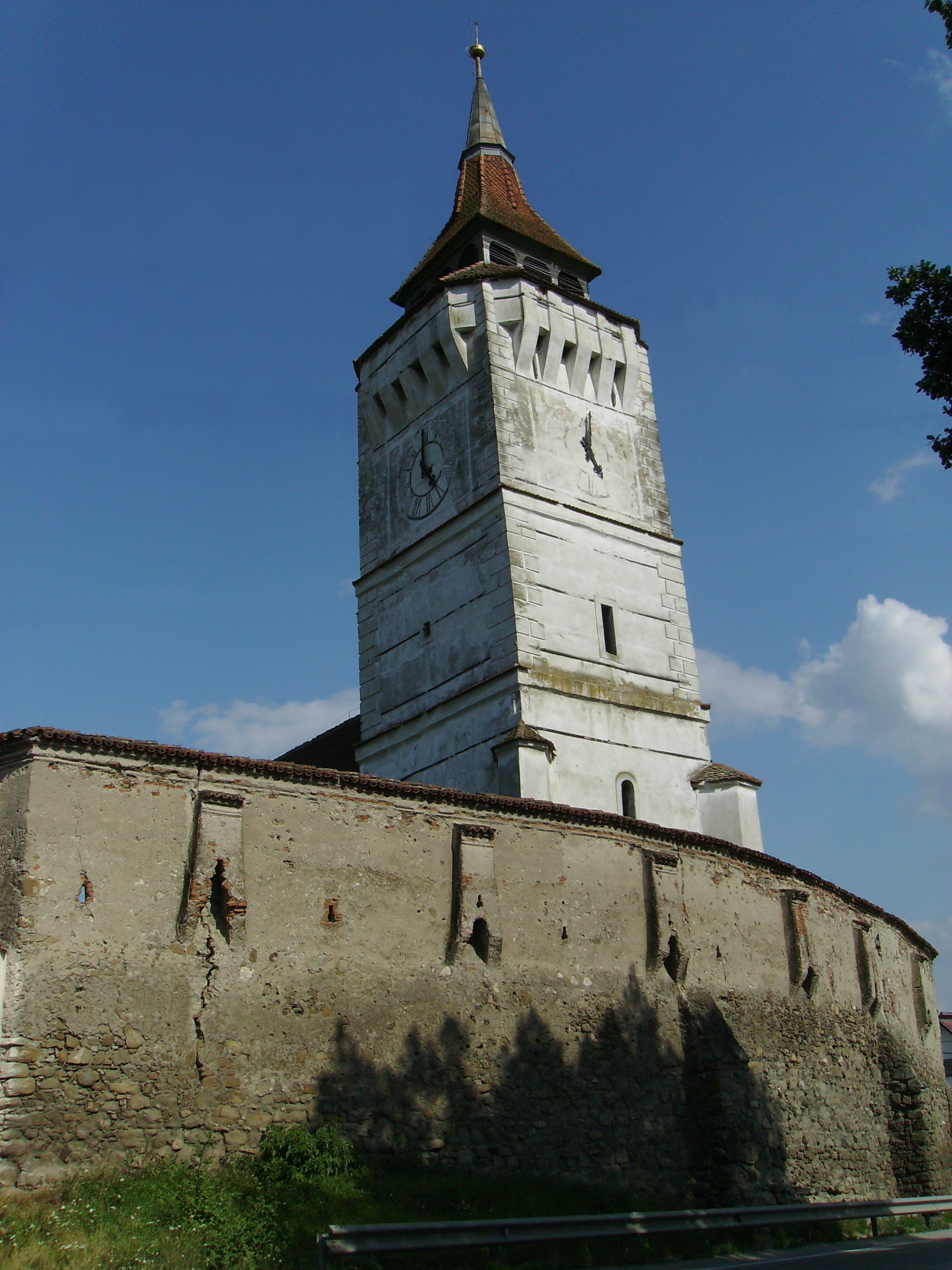
L'Église fortifiée de Rotbav.
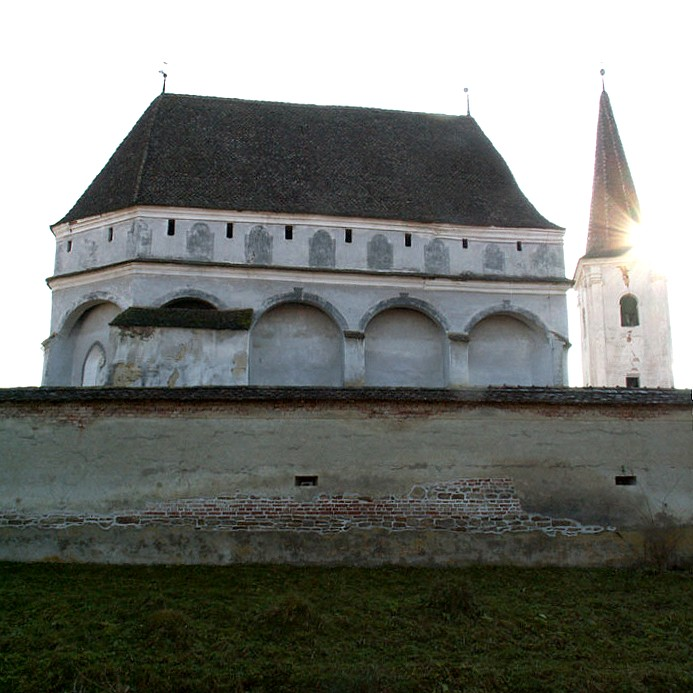
L'Église fortifiée de Cloaşterf.
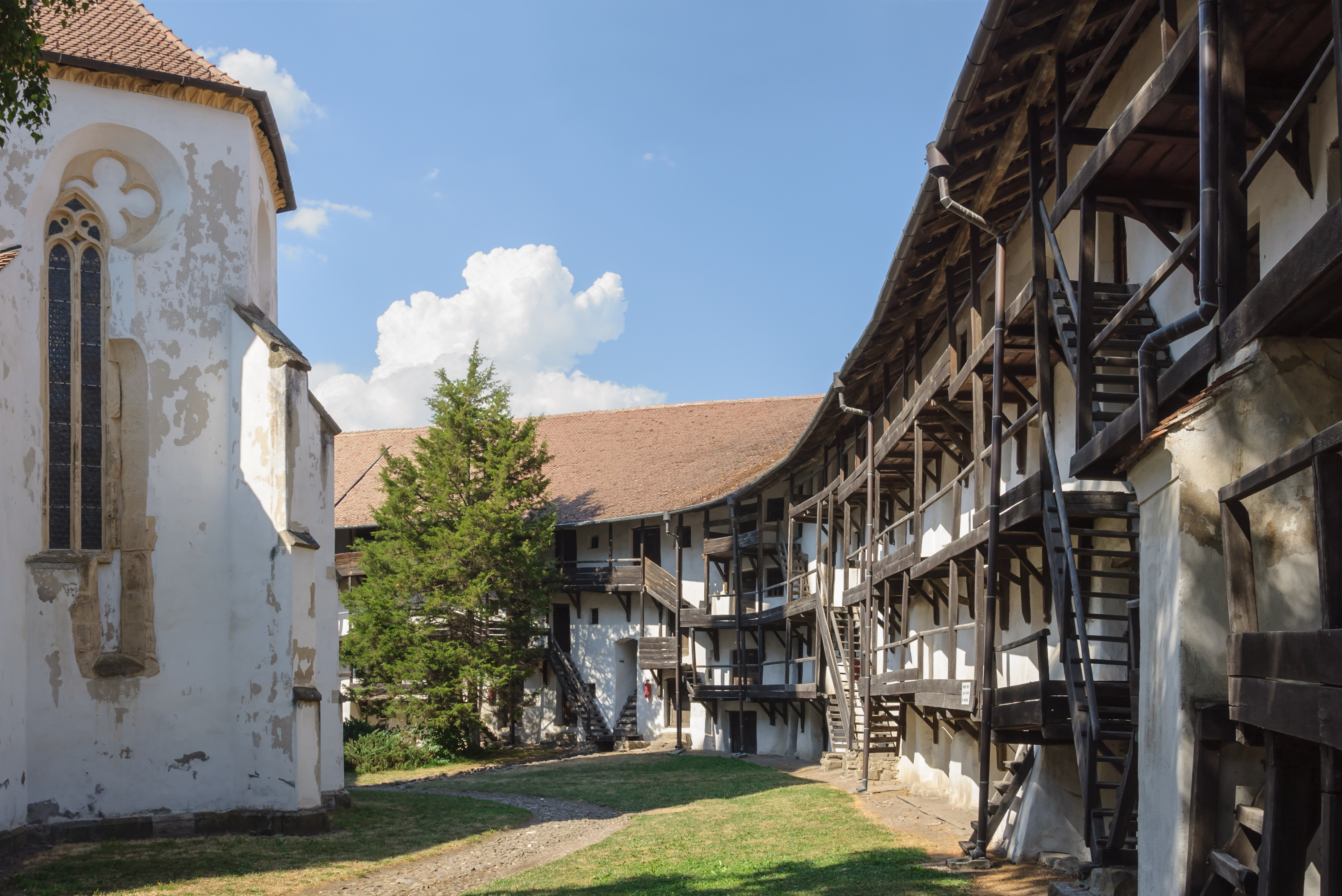
Dans l'enceinte de l'église fortifiée de Prejmer.

- Biertan
- Câlnic
- Dârjiu
- Prejmer
- Saschiz
- Valea Viilor
- Viscri